# Busverkehr in Leipzig

Früheres Logo der Leobus GmbH

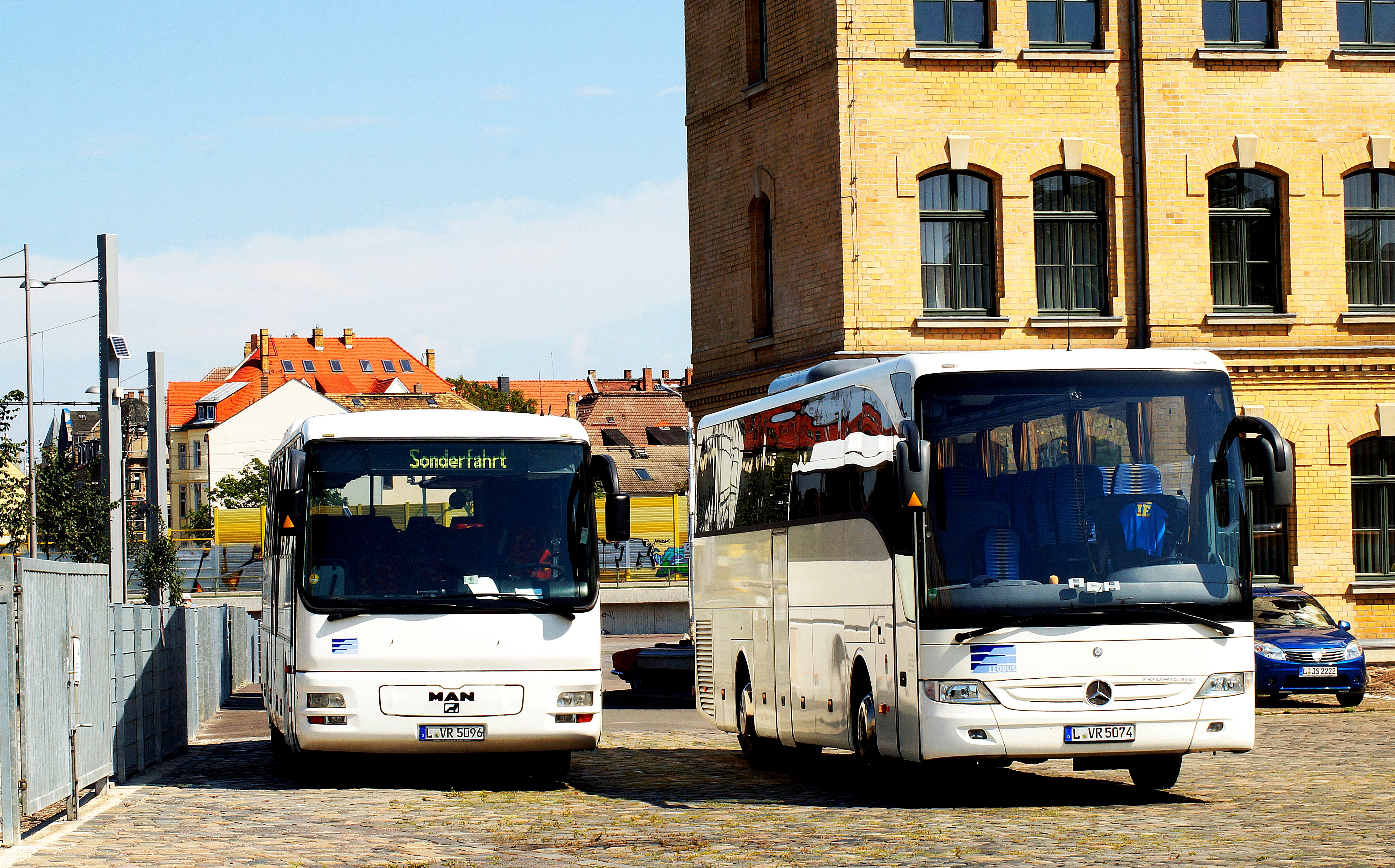
Busse im Bushof Lindenau (2013)

Der Busverkehr in Leipzig wird von der Leobus GmbH (eigene Schreibweise LeoBus GmbH), einem hundertprozentigen Tochterunternehmen der Leipziger Verkehrsbetriebe (LVB) GmbH, durchgeführt und ergänzt damit den Nahverkehr in Leipzig. Neben dem städtischen Verkehr werden auch einige stadtübergreifende Buslinien in die angrenzenden Landkreise bedient. Mit der Linie 131 überschreitet sogar eine Linie die Landesgrenze nach Sachsen-Anhalt. Mit rund 170 Omnibussen werden tagsüber bis zu 38 Linien betrieben, wovon aufgrund von Personalmangel die Betriebsführung einiger Linien allerdings an Subunternehmen abgegeben wurde, während in der Nacht neun sogenannte „Nightliner“-Linien das Stadtgebiet erschließen. Die Betriebsleistung im Jahr 2009 lag bei 11 Mio. Nutz-Wagen-Kilometern. Am 10. Oktober 2010 wurde im Stadtgebiet Leipzig durch die Leipziger Verkehrsbetriebe (LVB) GmbH ein umstrukturiertes Busliniennetz eingeführt, das unter dem Slogan Netz 2010 – Einfach mehr Bus vermarktet wurde. Zum Fahrplanwechsel 2013/14 wurde der bis dahin überwiegend von Leobus betriebene Regionalbusverkehr im westlichen Teil des Landkreises Leipzig an die kreiseigene PVM (heute: Regionalbus Leipzig) abgegeben, sodass sich das Bediengebiet seitdem weitgehend auf die Stadt Leipzig und unmittelbar angrenzende Orte beschränkt. Im Zuge der Einführung des Liniennetzes der Zukunft erfolgen seit Anfang 2024 bis Ende 2026 fortlaufend Umstrukturierungen im Busnetz zur Angebotsausweitung.

## Buslinien

### Tagesverkehr

#### Linienbezeichnungen
Für den Busverkehr in Leipzig und im Umland sind seit dem Jahr 1997 die Liniennummern 60 bis 199 festgelegt; zuvor wurden die Stadtbuslinien mit Buchstaben und die Regionalbuslinien mit zwei- bzw. dreistelliger Liniennummer bezeichnet. Rein innerstädtische Linien tragen dabei zweistellige Liniennummern, Regionalbuslinien entsprechend dreistellige. Innerhalb der Stadt Leipzig gibt die Zehnerstelle der Liniennummer zudem eine grobe Zuordnung zum Einsatzgebiet der Linie. So verkehren die „60er“-Linien überwiegend im Westen der Stadt, die „70er“-Linien dagegen im Osten sowie Südosten, während Linien der „80er“-Nummerngruppe bevorzugt im Norden und Nordosten anzutreffen sind. Zwar wird seit der Einführung des neuen Busnetzes, zum 10. Oktober 2010, grundsätzlich zwischen Stadtbuslinien und Regionalbuslinien unterschieden, jedoch ist eine vollständige Trennung zwischen Stadt- und Regionalbus nicht möglich, da einerseits Stadtbuslinien im weiteren Streckenverlauf auch Regionalverkehrsaufgaben wahrnehmen (zum Bsp. die Linie 75), andererseits einzelne dreistellige Linien nur oder zum größten Teil ihrer Strecke in der Stadt Leipzig (zum Bsp. die Linien 130 und 172) verkehren.
Die Linien 60, 70, 80 und 90 wurden auch als „Stadtbus-Linien“ (im Sinne von Metrobuslinien) bezeichnet und haben als wichtige Tangentiallinien quer zum radialen Straßenbahnnetz eine herausragende Stellung innerhalb des Busnetzes. Sie verkehren zumindest auf Teilstrecken im Takt der Straßenbahnlinien und stellen so Querverbindungen zwischen den Straßenbahnlinien sicher. Im Laufe der Zeit wurden auch die Buslinien 65 und 74 entsprechend aufgewertet. Im Liniennetzplan werden sie in Anlehnung an das Bus-Symbol in einem hellen Violett dargestellt. Als einzige Linien abseits der Straßenbahn tangieren die Buslinien 72 und 73 sowie 89 ebenfalls auch die Innenstadt und stellen ab der zentralen Umsteigestelle Hauptbahnhof ergänzend zu den Straßenbahnlinien weitere Radialverbindungen her. Im Liniennetzplan werden sie daher dunkelviolett, dem Bus-Symbol entsprechend, dargestellt. Alle anderen Linien werden im Liniennetzplan einheitlich grau dargestellt.

#### Übersicht
| Linie | Streckenabschnitt | Haltestellen | Fahrzeit    | mo–fr (HVZ)                                | mo–fr (NVZ)                                                                 | samstags                                                                    | sonn- und feiertags                                      | Schwach- verkehrszeit                       |
| --- | --- | ------------ | ----------- | ------------------------------------------ | --------------------------------------------------------------------------- | --------------------------------------------------------------------------- | -------------------------------------------------------- | ------------------------------------------- |
| | (Ringlinie) Schönau, Weißdornstraße → Schönauer Ring → Grünau-Nord → Schönau, Weißdornstraße verkehrt nur sonntags außerhalb der Einsatzzeit der Straßenbahnlinie 8 | 7            | 10 min      | kein Betrieb                               | kein Betrieb                                                                | kein Betrieb                                                                | 8 Fahrten                                                | kein Betrieb                                |
| | Lindenauer Hafen – Lindenau, Bushof über Lindenau, Dr.-Herrmann-Duncker-Str. | 27           | 37/38 min   | 20 min                                     | 20 min                                                                      | 15 min                                                                      | 15 min                                                   | 15 min bis 22 Uhr                           |
| am Wochenende früh Wagendurchlauf von Linie 80 aus Thekla → Lindenau, Bushof – Lipsiusstraße über S-Bf. Plagwitz, Adler, Karl-Liebknecht-/Kurt-Eisner-Str., Bayerischer Bahnhof, Johannisallee und Ostplatz | 10 min | 27           | 37/38 min   | 10 min                                     | 15 min                                                                      | 15 min                                                                      | 15 min bis 22 Uhr 30 min ab 22 Uhr                       |                                             |
| | Schönau, Weißdornstraße – Lausen, Buswendestelle über Schönauer Ring, S-Bf. Karlsruher Straße und Lausen | 14           | 12/17 min   | 20 min                                     | 20 min                                                                      | 30 min                                                                      | 30 min                                                   | 30 min                                      |
| Lausen, Buswendestelle – Lausen, Wolkenweg | 60 min | 14           | 12/17 min   | 60 min bis 20 Uhr                          | 30 min                                                                      | 30 min                                                                      | 30 min                                                   |                                             |
| | Böhlitz-Ehrenberg, Breitscheidhof – Burghausen über Böhlitz-Ehrenberg, Burghausener Str. und Gundorf, Friedhof | 9/29         | 10/36 min   | 30 min                                     | 30 min                                                                      | 30 min                                                                      | 30 min bis 19 Uhr                                        | 30 min bis 22 Uhr                           |
| Burghausen – Lausen, Wolkenweg über Löwen-Center, Gesundheitszentrum und Lausen jede zweite Fahrt über Gesundheitszentrum | 30 min | 9/29         | 10/36 min   | 30 min                                     | 30 min                                                                      | kein Betrieb                                                                | 30 min bis 22 Uhr                                        |                                             |
| | Knauthain, Seumestraße – Knautkleeberg | 10/11        | 12/14 min   | Einzelfahrten                              | Einzelfahrten                                                               | kein Betrieb                                                                | kein Betrieb                                             | kein Betrieb                                |
| Knautkleeberg → Hartmannsdorf, Gasthof → Knautkleeberg über Hartmannsdorf, Azaleenstraße und Thomas-Müntzer-Siedlung Einzelfahrt über Knautnaundorf, Rundkapellenweg | 20 min nur an Schultagen bis 16:30 Uhr | 10/11        | 12/14 min   | kein Betrieb                               | kein Betrieb                                                                | kein Betrieb                                                                | kein Betrieb                                             |                                             |
| | (PlusBus <+>) Markranstädt, Schkeuditzer Str. – Schönauer Ring über Markranstädt Bahnhof und Straße am See | 32/34        | 44 min      | 10 min                                     | 10 min                                                                      | 15 min                                                                      | 15 min                                                   | 30 min                                      |
| Schönauer Ring – Großzschocher, Anton-Zickmantel-Str. (65E) über S-Bf. Allee-Center und Schönauer/Ratzelstraße Linie 65E (täglich) nur zwischen Markranstädt, Schkeuditzer Str. und Großzschocher, Anton-Zickmantel-Str.                                                                                                   | 10 min | 32/34        | 44 min      | 10 min                                     | 15 min                                                                      | 15 min                                                                      | 30 min bis 22:30 Uhr                                     |                                             |
| Großzschocher, Anton-Zickmantel-Str. – Markkleeberg, S-Bf. über Cospudener See, EXPO-Pavillon | 20 min | 32/34        | 44 min      | 20 min                                     | 30 min                                                                      | 30 min                                                                      | 30 min bis 22:30 Uhr                                     |                                             |
| | („Grünolino“) (Ringlinie) Allee-Center, Offenburger Str. → Lausen → Allee-Center, Offenburger Str. über Schönauer Ring, Miltitz, Gesundheitszentrum, S-Bf. Karlsruher Straße, Robert-Koch-Klinikum und S-Bf. Allee-Center                                                                | 33           | 49 min      | 60 min                                     | 60 min bis 18 Uhr                                                           | 60 min bis 18 Uhr                                                           | kein Betrieb                                             | kein Betrieb                                |
| | Mockau West – Markkleeberg, West über Mockau, Post, Thekla, Stannebeinplatz, Reudnitz, Koehlerstraße, Naunhofer Str. und Connewitzer Kreuz jede zweite Fahrt wird nur die Haltestelle Heiterblickstraße und Abtnaundorf oder Pleißenburgwerkstätten und Braun-/Heiterblickstraße bedient | 45/46        | 63/64 min   | 10 min                                     | 10 min                                                                      | 15 min                                                                      | 15 min                                                   | 15 min bis 22 Uhr 30 min ab 22 Uhr          |
| | Anger-Crottendorf, Mascovstraße → Reudnitz, Köhlerstraße → Anger-Crottendorf, Mascovstraße über Reudnitzer Park und Täubchenweg | 13           | 15 min      | 15 min                                     | 15 min                                                                      | 30 min                                                                      | kein Betrieb                                             | 30 min bis 22 Uhr (mo–sa)                   |
| | Hauptbahnhof – Paunsdorf Straßenbahnhof über Reudnitz, Koehlerstraße, S-Bf. Anger-Crottendorf, Mölkau, Gemeindeamt, Engelsdorf, Gymnasium und Sommerfeld | 30           | 39 min      | 20 min                                     | 20 min                                                                      | 30 min                                                                      | 30 min                                                   | 30 min bis 22 Uhr 60 min ab 22 Uhr          |
| | Hauptbahnhof – Baalsdorf, Kirchweg (73E) über Reudnitz, Koehlerstraße, S-Bf. Anger-Crottendorf, Mölkau, Gemeindeamt und Bf. Mölkau | 30           | 47/49 min   | 20 min                                     | 20 min                                                                      | 20 min                                                                      | 30 min                                                   | 30 min bis 22 Uhr                           |
| Baalsdorf, Kirchweg – Sommerfeld über Kleinpösna, Hirschfeld und Althen Einzelfahrten weiter nach Engelsdorf, Gymnasium oder Paunsdorf, Straßenbahnhof | 60 min + Einzelfahrten | 30           | 47/49 min   | 60 min bis 19:30 Uhr                       | 60 min bis 18:30 Uhr                                                        | kein Betrieb                                                                | 60 min (ALITA) mit Anschluss von und zur Linie 72        |                                             |
| | Leutzsch, Strbf. – Lindenauer Markt | 32/33        | 47 min      | 10 min                                     | 10 min                                                                      | 15 min                                                                      | 30 min                                                   | 30 min                                      |
| Lindenauer Markt – Naunhofer Str. (74E) über Felsenkeller, Elster-Passage, Rödelstraße, Karl-Liebknecht-/Kurt-Eisner-Str., Kurt-Eisner-/Arthur-Hoffmann-Str., S-Bf. MDR, Deutsche Nationalbibliothek (Deutscher Platz), Technisches Rathaus im Wochenendfrühverkehr nur Deutscher Platz ↔ Holzhausen, Sophienhöhe          | 10 min | 32/33        | 47 min      | 10 min                                     | 15 min                                                                      | 30 min                                                                      | 30 min                                                   |                                             |
| Naunhofer Straße – Holzhausen, Sophienhöhe über Rathaus Stötteritz, Stötteritz, Holzhäuser Str., Zuckelhausen und Bf. Holzhausen im Wochenendfrühverkehr nur Deutscher Platz ↔ Holzhausen, Sophienhöhe | 20 min | 32/33        | 47 min      | 20 min                                     | 30 min                                                                      | 30 min                                                                      | 30 min                                                   |                                             |
| | Probstheida, Buswendestelle – Liebertwolkwitz, Störmthaler Str. über Meusdorf und Monarchenhügel | 30/31        | 45/46 min   | 20 min                                     | 20 min                                                                      | 30 min                                                                      | 30 min                                                   | 30 min                                      |
| Liebertwolkwitz, Störmthaler Str. – Großpösna, Auensiedlung über Großpösna, Brauteich entweder über Großpösna, Pösna Park oder über Großpösna, Plaumenallee | 20/40 min | 30/31        | 45/46 min   | 40/80 min                                  | 60 min                                                                      | 60 min                                                                      | 60 min                                                   |                                             |
| Großpösna, Auensiedlung – Naunhof, Bahnhof (– Naunhof, Wurzener Str.) über Seifertshain, Fuchshain, Albrechtshain, Eicha und Erdmannshain, Sachsenklinik an Schultagen weiter bis Naunhof, Wurzener Straße | 60 min | 30/31        | 45/46 min   | 120 min bis 19 Uhr                         | kein Betrieb                                                                | kein Betrieb                                                                | kein Betrieb                                             |                                             |
| | Wagendurchlauf von Linie 74 von Leutzsch, Straßenbahnhof – Naunhofer Str. – Probstheida über Völkerschlachtdenkmal und Südfriedhof | 8/12         | 8/13 min    | 20 min                                     | 20 min bis 19 Uhr                                                           | kein Betrieb                                                                | kein Betrieb                                             | kein Betrieb                                |
| Probstheida – Herzzentrum über Schweizerbogen | 20 min | 8/12         | 8/13 min    | 20 min                                     | 30 min                                                                      | 30 min                                                                      | 30 min bis 23 Uhr                                        |                                             |
| | Fliederhof – Stünz über Mariannenpark, Stannebeinplatz, Löbauer Str., Permoser-/Torgauer Str., Leonhard-Frank-Str. und Sellerhausen, Emmausstraße | 21           | 25/26 min   | 60 min                                     | 60 min bis 19 Uhr                                                           | 60 min bis 19 Uhr                                                           | kein Betrieb                                             | kein Betrieb                                |
| | Thekla, Buswendestelle – S-Bf Connewitz, Klemmstraße über S-Bf Thekla, Abtnaundorf, Bf Paunsdorf, Kolmstraße und Probstheida, Buswendestelle und Moritz-Hof | 32/43        | 42/56 min   | 20 min                                     | 20 min                                                                      | 30 min                                                                      | 30 min                                                   | 30 min bis 23 Uhr                           |
| S-Bf Connewitz, Klemmstraße – Cospudener See, EXPO-Pavillon über Koburger Brücke, Wildpark und Markkleeberg, Forsthaus Raschwitz nur samstags/sonntags von Mai bis September | kein Betrieb | 32/43        | 42/56 min   | kein Betrieb                               | 30 min bis 20 Uhr                                                           | 30 min bis 20 Uhr                                                           | kein Betrieb                                             |                                             |
| | am Wochenende früh Wagendurchlauf von der Linie 60 von Lipsiusstraße – Lindenau, Bushof – Wahren über Credéstraße, Lindenau, Dr.-Hermann-Duncker-Str., Merseburger/Schomburgkstraße, S-Bf Leutzsch und Auensee                                                                           | 28           | 41/45 min   | 20 min                                     | 20 min                                                                      | 15 min                                                                      | 15 min                                                   | 30 min                                      |
| Wahren (80E) – Thekla, Buswendestelle über S-Bf Slevogtstraße, Gohlis-Nord und Mockau, Post Wagendurchlauf von der Linie 80/80E aus Wahren oder Lindenau, Bushof weiter als Linie 82 | 10 min | 28           | 41/45 min   | 10 min                                     | 15 min                                                                      | 15 min                                                                      | 30 min                                                   |                                             |
| | Thekla, Buswendestelle – Taucha, S-Bf über Krätzbergstraße und Taucha, An der Bürgerruhe | 12           | 14 min      | 20/40 min                                  | 30 min bis 20 Uhr                                                           | 60 min bis 20 Uhr                                                           | 60 min bis 20 Uhr                                        | kein Betrieb                                |
| | Wagendurchlauf von der Linie 80/80E aus Wahren oder Lindenau, Bushof – (82E) Thekla, Buswendestelle – Portitz, Teichsiedlung über Krätzbergstraße | 29/30        | 40/41 min   | 60 min                                     | 60 min                                                                      | 60 min                                                                      | 60 min                                                   | 30 min                                      |
| Portitz, Teichsiedlung – Plaußig, Gewerbegebiet über Krätzbergstraße | 60 min | 29/30        | 40/41 min   | 60 min bis 19 Uhr                          | 60 min bis 20 Uhr                                                           | 60 min bis 20 Uhr                                                           | kein Betrieb                                             |                                             |
| Plaußig, Gewerbegebiet – S-Bf Messe über BMW, Hohenheida, Seehausen und Messegelände | 60 min | 29/30        | 40/41 min   | 60 min bis 20 Uhr                          | kein Betrieb                                                                | kein Betrieb                                                                | kein Betrieb                                             |                                             |
| | Thekla, Buswendestelle – Plaußiger Dorfstraße über Teschstraße Einzelfahrten fahren über Plaußig, Fuchsberg | 11/12        | 10 min      | 30 min                                     | 30 min                                                                      | kein Betrieb                                                                | kein Betrieb                                             | kein Betrieb                                |
| Plaußiger Dorfstraße – Plaußig, Gewerbegebiet | 30 min | 11/12        | 10 min      | 30 min bis 22:30 Uhr                       | Einzelfahrt                                                                 | kein Betrieb                                                                | kein Betrieb                                             |                                             |
| | (Hauptbahnhof –) Mockau, Post – BMW über Plaußig, Gewerbegebiet | 22–27        | 38 min      | 30 min                                     | 60 min ab 18 Uhr                                                            | 60 min                                                                      | Einzelfahrt                                              | 60 min                                      |
| BMW (84E) – S-Bf Messe ↔ (Hauptbahnhof) über Messegelände und Messe-Allee | 15 min zwischen 12 und 15 Uhr | 22–27        | 38 min      | 60 min                                     | 60 min                                                                      | 60 min (ALITA)                                                              | 60 min                                                   |                                             |
| | (Ringlinie) Sachsenpark → Messegelände → S-Bf Essener Straße → Gohlis-Nord → S-Bf Gohlis → Georg-Schumann-/Lindenthaler Str. → S-Bf Coppiplatz → Gohlis-Nord → S-Bf Essener Straße → Messegelände → Sachsenpark                                                                          | 32           | 43 min      | 60 min                                     | 60 min bis 18:30 Uhr                                                        | 60 min bis 18:30 Uhr                                                        | kein Betrieb                                             | kein Betrieb                                |
| | Gottscheina – Hohenheida – Seehausen – (Sachsenpark) – Messegelände – S-Bf Messe | 13/16        | 20 min      | 60 min                                     | 60 min                                                                      | 60 min (ALITA)                                                              | 60 min (ALITA)                                           | 60 min (ALITA)                              |
| | Wahren – Lange Trift über S-Bf Wahren | 20           | 25/26 min   | 60 min                                     | 60 min                                                                      | 60 min                                                                      | 60 min                                                   | 60 min bis 22 Uhr 60 min (ALITA) bis 23 Uhr |
| Lange Trift – Wiederitzsch Nord, Salzhandelstraße über Lindenthal, An der Windmühle, Gohlis, Landsberger Str., Dachauer Str. und Wiederitzsch, Bürgerbüro → mo–fr ab Wiederitzsch-Nord, Salzhandelstraße Wagendurchlauf auf Linie 88 über Breitenfeld nach Wahren Bedienung Haltestelle Gohlis, Landsberger Str. nur mo–fr | 60 min | 20           | 25/26 min   | 60 min                                     | 60 min                                                                      | 60 min                                                                      | 60 min bis 21:30 Uhr                                     |                                             |
| | Wahren – Breitenfeld, Kutscherweg über S-Bf Wahren, Lange Trift und Lindenthal, An der Windmühle | 17           | 18/19 min   | 60 min                                     | 60 min                                                                      | 60 min (ALITA)                                                              | 60 min (ALITA)                                           | 60 min (ALITA) bis 23 Uhr                   |
| Breitenfeld, Kutscherweg – Wiederitzsch-Nord, Salzhandelstraße über Breitenfeld, Gewerbegebiet → mo–fr ab Wagendurchlauf Wiederitzsch-Nord, Salzhandelstraße auf Linie 87 über Wiederitzsch nach Wahren | 60 min | 17           | 18/19 min   | 60 min bis 20 Uhr                          | kein Betrieb                                                                | kein Betrieb                                                                | kein Betrieb                                             |                                             |
| | Hauptbahnhof, Goethestraße – Connewitzer Kreuz über Markt, Neues Rathaus und August-Bebel-/Kurt-Eisner-Str. | 16/17        | 22/26 min   | 10 min                                     | 15 min                                                                      | 15 min                                                                      | 15 min                                                   | 30 min                                      |
| | Wahren – Möckern, Slevogtstraße über S-Bf Wahren, Rudolf-Breitscheid-Str., Lindenthal, An der Windmühle und S-Bf. Slevogtstraße | 45/46        | 62/63 min   | 20 min                                     | 20 min                                                                      | 30 min                                                                      | 30 min                                                   | 30 min                                      |
| Möckern, Slevogtstraße – Paunsdorf Strbf. über S-Bf Möckern, S-Bf Coppiplatz, Eutritzscher Zentrum, S-Bf Leipzig Nord, Fliederhof und Stannebeinplatz | 10 min | 45/46        | 62/63 min   | 10 min                                     | 15 min                                                                      | 15 min                                                                      | 15 min bis 22 Uhr 30 min ab 22 Uhr                       |                                             |
| Paunsdorf, Strbf. – Paunsdorf-Center über Sommerfeld | 10 min | 45/46        | 62/63 min   | 10 min                                     | 15 min                                                                      | kein Betrieb                                                                | 15 min bis 21:30 Uhr                                     |                                             |
| | Wahren – GVZ Nord, Sattlerweg über S-Bf Wahren, Porsche/Tor 3 und GVZ Nord, T+S | 10 (11)      | 18 (20) min | 30 min                                     | 30 min                                                                      | 60 min                                                                      | 60 min/ALiTa                                             | 30 min                                      |
| | Leinestraße – Probstheida, Buswendestelle | 8            | 11 min      | Einzelfahrt                                | kein Betrieb                                                                | kein Betrieb                                                                | kein Betrieb                                             | kein Betrieb                                |
| | Angerbrücke, Strbf. – Lindenauer Markt | 12/20        | 18/43 min   | 60 min + Einzelfahrten                     | 60 min                                                                      | 60 min (ALITA) → nur zum Einsteigen ← nur zum Aussteigen                    | 60 min (ALITA) → nur zum Einsteigen ← nur zum Aussteigen | Einzelfahrten                               |
| Lindenauer Markt – Rückmarsdorf, Sandberg über Lindenau, Friedhof und Löwen-Center | 60 min + Einzelfahrten | 12/20        | 18/43 min   | 60 min                                     | 60 min (ALITA) → nur zum Einsteigen ← nur zum Aussteigen                    | 30 min                                                                      | Einzelfahrten                                            |                                             |
| Rückmarsdorf, Sandberg – Frankenheim, Gewerbegebiet über Lindennaundorf, Schmiede | 60 min + Einzelfahrten | 12/20        | 18/43 min   | 60 min bis 20 Uhr                          | 60 min (ALITA) → nur zum Aussteigen ← nur zum Einsteigen Betrieb bis 20 Uhr | 60 min (ALITA) → nur zum Aussteigen ← nur zum Einsteigen Betrieb bis 20 Uhr | kein Betrieb                                             |                                             |
| Frankenheim, Gewerbegebiet – Markranstädt Bf über Dölzig, Holländische Mühle und Priesteblich | 60 min bis 17 Uhr | 12/20        | 18/43 min   | kein Betrieb                               | kein Betrieb                                                                | kein Betrieb                                                                | kein Betrieb                                             |                                             |
| | (PlusBus <+>) (Landesnetz Sachsen-Anhalt <o>) Angerbrücke, Strbf. – Günthersdorf, NOVA Shoppingcenter über Lindenauer Markt, Löwen-Center, Sandberg und Dölzig, Holländische Mühle | 27/29        | 51/53 min   | 60 min + Einzelfahrten                     | 60 min                                                                      | 30 min                                                                      | 120 min                                                  | Einzelfahrten                               |
| Günthersdorf, NOVA Shoppingcenter – Merseburg, ZOB über Wallendorf, Zöschen und Merseburg, Rischmühleninsel | 60 min + Einzelfahrten | 27/29        | 51/53 min   | 60 min                                     | 60 min                                                                      | 120 min                                                                     | Einzelfahrten                                            |                                             |
| | Liebertwolkwitzer Markt – Wachau, An der Hohle über Güldengossa und Auenhain | 11           | 20 min      | Einzelfahrten im Schülerverkehr bis 15 Uhr | kein Betrieb                                                                | kein Betrieb                                                                | kein Betrieb                                             | kein Betrieb                                |
| | Lausen – Siedlung Florian Geyer über Lausen, Wolkenweg | 6/13         | 14/21 min   | Einzelfahrt                                | kein Betrieb                                                                | kein Betrieb                                                                | kein Betrieb                                             | kein Betrieb                                |
| Siedlung Florian Geyer ↔ Großzschocher, Anton-Zickmantel-Str. über Wasserturmweg | 60 min (ALITA) + Einzelfahrt | 6/13         | 14/21 min   | 60 min (ALITA)                             | 60 min (ALITA)                                                              | 60 min (ALITA)                                                              | 60 min (ALITA)                                           |                                             |
| | Wachau, Atlanta-Hotel – Sommerfeld über Meusdorf, Liebertwolkwitzer Markt, Colmberg-Siedlung, Holzhausen, Sophienhöhe, Bf Mölkau und Engelsdorf, Gymnasium | 28/30        | 35/36 min   | 60 min                                     | 120 min bis 18:30 Uhr                                                       | kein Betrieb                                                                | kein Betrieb                                             | kein Betrieb                                |
| Engelsdorf, Gymnasium – Borsdorf, Heinrich-Heine-Str. über Zweenfurth, Hirschfelder Str. | Einzelfahrten im Schülerverkehr bis 16 Uhr | 28/30        | 35/36 min   | kein Betrieb                               | kein Betrieb                                                                | kein Betrieb                                                                | kein Betrieb                                             |                                             |
| | Taucha, Klebendorfer Str.; Borsdorf, S-Bf über Taucha, S-Bf, Taucha, Markt, Plösitz, Bergstraße und Panitzsch, Schule | 16           | 27/28 min   | 60 min mit einer Taktlücke am Vormittag    | 60 min bis 19:30 Uhr                                                        | kein Betrieb                                                                | kein Betrieb                                             | kein Betrieb                                |
| | Taucha, S-Bf – Dewitz, Wachbergsiedlung über Taucha Markt | 8/26         | 9/40 min    | 60 min                                     | 120 min bis 18 Uhr                                                          | kein Betrieb                                                                | kein Betrieb                                             | kein Betrieb                                |
| Dewitz, Wachbergsiedlung – Sommerfeld über Sehlis, Tresenweg, Panitzsch Schule, Borsdorf S-Bf und Abzweig, Dreieckssiedlung Haltestelle Cunnersdorf nur bei Bedarf zum Aussteigen | 60 min | 8/26         | 9/40 min    | 120 min bis 18 Uhr                         | kein Betrieb                                                                | kein Betrieb                                                                | kein Betrieb                                             |                                             |
| | Taucha, Klebendorfer Str. – Taucha, Am Veitsberg über Taucha S-Bf und Taucha, Sportpark Graßdorf | 13/15        | 16/21 min   | 60 min                                     | 60 min bis 18 Uhr                                                           | kein Betrieb                                                                | kein Betrieb                                             | kein Betrieb                                |
| Taucha, Am Veitsberg – Hohenheida, Gasthof über Seegeritz Mitte und Merkwitz Haltestellen Gottscheina, Siedlung und Gottscheina, Am Ring nur bei Bedarf zum Aussteigen | 60 min | 13/15        | 16/21 min   | 60 min bis 18 Uhr                          | kein Betrieb                                                                | kein Betrieb                                                                | kein Betrieb                                             |                                             |

(Stand 15. Dezember 2024)

## Stadtbuslinien (Linien 8 – 91)
- Die Buslinie 8 verkehrt nur am Sonntagvormittag und am frühen Sonntagabend außerhalb der Einsatzzeit der Straßenbahnlinie 8 und verbindet dabei die Straßenbahnendstelle Grünau-Nord mittels einer Ringfahrt mit der zentralen Haltestelle Schönauer Ring.

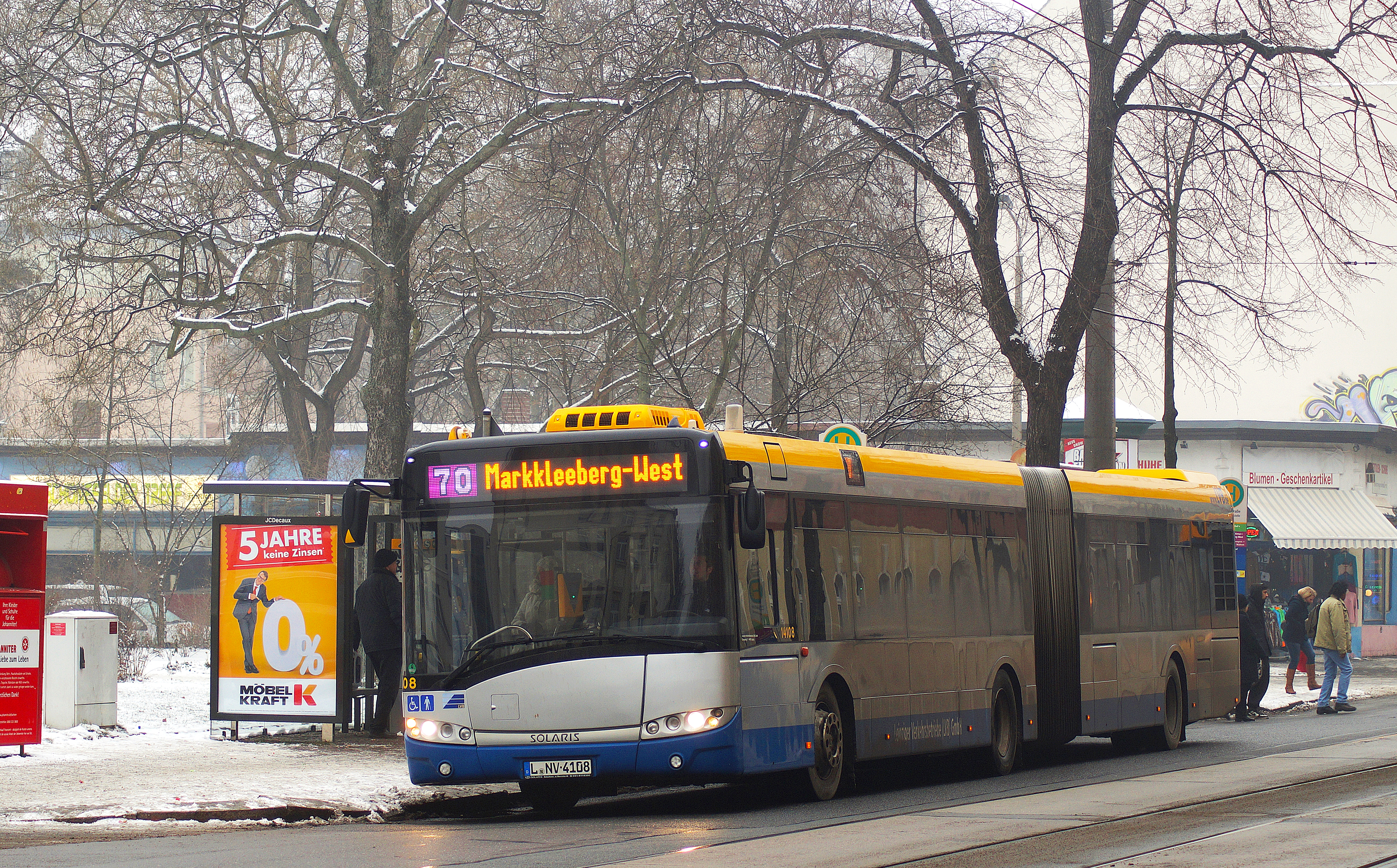
Gelenkbus Solaris Urbino 18

- Die Linie 60, 1997 aus der Buslinie A hervorgegangen, verbindet den Lindenauer Hafen mit dem Stadtteil Reudnitz und durchquert dabei als Südtangente die Stadt von West nach Ost. Wichtige Punkte entlang der Linie 60 sind der Bahnhof Leipzig-Plagwitz, der südliche Auwald samt der Rennbahn, die Südvorstadt, der Bayerische Bahnhof sowie das Universitätsklinikum Leipzig und das Leipziger Brauhaus zu Reudnitz. Ihren Endpunkt im Osten Leipzigs hat sie in Form einer Blockumfahrung in der Lipsiusstraße. Bis 1969 verkehrte in gleicher Linienführung zwischen Lindenau Bushof und Lipsiusstraße die Linie A als O-Bus; in der Regel mit Beiwagen. Im Volksmund ist vereinzelt noch bis heute der Begriff „A-Bus“, in Anlehnung an ihre historische Linienbezeichnung, zu hören. Auf der Verstärkungslinie AI, später AE zwischen Plagwitz und Ostplatz blieb der O-Bus-Betrieb bis 1972 bestehen. Die Linie 60 ist eine der fahrgaststärksten Buslinien und wird in der Südvorstadt und entlang des Schleußiger Weges seit 2010 durch die Linie 74 verdichtet, sodass beide Buslinien zusammen hier einen 5-Minuten-Takt ergeben. Schon in den 1920er Jahren war auf diesem Streckenabschnitt eine Straßenbahnlinie vorgesehen, sodass die Buslinie bereits bei ihrer Einfuhrung die Straßenbahnliniennummer 25 erhielt. So wurden beim Bau der Paußnitzbrücke in den 1920er Jahren im Brückenbereich bereits erste Gleise verlegt, jedoch stoppte die einsetzende Weltwirtschaftskrise die Verwirklichung des Projektes. Auch in den 1980er Jahren wurde die Umstellung dieser Linie, die im Mittelabschnitt zusammen mit der Verstärkungslinie I, vorher AE, die dichteste Wagenfolge im gesamten LVB-Netz aufwies, nochmals aktuell, unterblieb jedoch bis heute, obwohl auf der zentralen Strecke über Antonienstraße, Schleußiger Weg, Kurt-Eisner-Straße und Semmelweisstraße in den Flächennutzungsplänen weiterhin eine Straßenbahntrasse freigehalten wird, deren Umsetzung seit 2020 im Rahmen einer Machbarkeitsstudie erneut geprüft wird. Im Herbst 2010 wurde die Linie 60 vom Bushof Lindenau durch das Dunckerviertel bis zur Dr.-Herrmann-Duncker-Straße verlängert. Im Februar 2021 erfolgte eine weitere Verlängerung zum »Lindenauer Hafen«, wobei seitdem montags bis freitags wieder jede zweite Fahrt als Linie 60E am Bushof Lindenau endet. 2026 soll die Linienführung zwischen Bayerischen Bahnhof und Johannisallee über die Straße des 18. Oktober verschwenkt werden und die dortigen Wohnblöcke besser erschließen. Auf der Linie 60 werden im Tagesverkehr täglich Gelenkbusse eingesetzt, wobei hier bevorzugt die Elektrobusse angetroffen werden können.

- Die Linie 61 verbindet die Leipziger Stadtteile Schönau, Grünau und Lausen im 20-Minuten-Takt. Bis Mitte Dezember 2024 verkehrte die Linie 61 lediglich im Stundentakt und ab Lausen weiter zu den Markranstädter Ortsteilen Göhrenz, Kulkwitz, Quesitz, Thronitz, Räpitz, Seebenisch und Schkeitbar. Sie fungierte dabei auch als Ersatz der 1998 stillgelegten Bahnstrecke zwischen Leipzig-Plagwitz und Pörsten. Zwischen Schönau und Göhrenz wurde die Linie 61 werktags auf dem zentralen Abschnitt von der Linie 161 auf einen 30-Minuten-Takt verstärkt und an Wochenenden anstelle der Linie 161 zwischen Schönau und Lausen, Wolkenweg alle 30 Minuten betrieben. Bis Oktober 2010 verkehrte die Linie 61 noch alle 20 Minuten zwischen Schönau und Lausen und stündlich ab Lausen weiter über die Siedlung "Florian Geyer" nach Großzschocher, während nach Schkeitbar die Linie 161 verkehrte. Zum Fahrplanwechsel im Dezember 2024 wurde das Liniennetz im Markranstädter Raum neu geordnet und die Linie 161 von Regionalbus Leipzig übernommen, welche seitdem zwischen Lausen und Markranstädt verkehrt. Die Linie 61 wurde im Gegenzug auf den Abschnitt zwischen Schönau und Lausen zurückgezogen und erneut auf einen 20-Minuten-Takt verdichtet. Ab 2026 soll die Linie 61 durch Verlängerungen und Angebotsverdichtungen der Linien 62 und 80 ersetzt werden.

- Die Linie 62 verbindet seit Oktober 2010 als westliche Tangentiallinie Böhlitz-Ehrenberg alle 30 Minuten mit Lausen und verkehrt dabei über Burghausen, Rückmarsdorf, Miltitz und Grünau. Sie ersetzte dabei die zuvor auf ähnlichen Laufweg, jedoch nur werktags im Stundentakt, verkehrende Regionalbuslinie 129 (Böhlitz-Ehrenberg, H.-Heine-Str. - Markranstädt). Innerhalb des Leipziger Stadtteils Böhlitz-Ehrenberg nimmt sie seitdem Aufgaben eines Quartierbusses wahr und ist auf die hier verkehrende Straßenbahnlinie 7 ausgerichtet. Montags bis samstags bindet jede zweite Fahrt der Linie 62 seit 2011 als Stichfahrt über die Selliner Straße das dortige Gesundheitszentrum an. Im Abendverkehr täglich sowie an Sonn- und Feiertagen ganztägig verkehrt die Linie 62 nur zwischen Böhlitz-Ehrenberg, Breitscheidhof und Burghausen. Eingesetzt werden überwiegend Normalbusse; Abweichungen davon betreffen den Schülerverkehr mit einem Gelenkbuskurs am Morgen sowie Sonn- und Feiertage, an denen auf der dann verkürzten Linie auch kleinere Busse eingesetzt werden können. Momentan erfolgt der Betrieb der Linie ausschließlich durch Subunternehmer. Nach Fertigstellung einer geeigneten Straßenverbindung in Böhlitz-Ehrenberg soll die Linie 62 ab spätestens 2026 über die Fabrikstraße zum S-Bf. Leutzsch verlängert werden.

- Die Linie 63, die bis 9. Oktober 2010 bei praktisch identischen Laufweg als Linie 119 bezeichnet wurde, verkehrt nur an Schultagen in der Hauptverkehrszeit alle 20 Minuten als Ringlinie zwischen der Straßenbahn-Endstelle Knautkleeberg, Hartmannsdorf und der Thomas-Müntzer-Siedlung. Dabei verkehrt die Linie 63 morgens im Uhrzeigersinn und nachmittags entgegen dem Uhrzeigersinn. Bis zum 26. November 2022 verkehrte diese Linie montags bis freitags auch einmal pro Stunde bis Rehbach und war in dieser Zeit auch durchgängig alle 20 Minuten meist mit einem Midibus im Einsatz, bevor sie durch das On-Demand-Angebot 'Flexa' ersetzt wurde, das auch das zuvor an Wochenenden bestehende Anruflinientaxi ALITA ablöste.

- Eine Linie 64 verkehrte ab Ende 2021 für etwa 1 Jahr alle 20 Minuten als Quartiersbus zur Anbindung des Spinnereigeländes zwischen Lindenau und Plagwitz über die Spinnereistraße, bevor das Angebot aufgrund mangelnder Nachfrage und fehlenden Fahrpersonals wieder eingestellt wurde. Seitdem kommt die Linie nur noch bedarfsweise bei Veranstaltungen in der Spinnerei zum Einsatz. Als ein Teil des Liniennetzes der Zukunft soll Ende 2026 eine neue Linie 64 zwischen Miltitz und Schönefeld über Grünau, Schleußiger Weg, Südvorstadt, Reudnitz und Torgauer Platz eingeführt werden und vorerst im 20-Minuten-Takt bis zur mittelfristig geplanten Straßenbahnneubaustrecke entlang der sogenannten Südsehne das Angebot auf dieser Tangentialverbindung stärken und neue Direktverbindungen ermöglichen.

- Die Linie 65 verläuft von der Stadt Markranstädt in die Stadt Markkleeberg und durchquert dabei das Leipziger Stadtgebiet über Miltitz, Grünau, Schönau und Großzschocher. Sie bindet dabei auch den Cospudener See an und ersetzt zwischen Grünau und Markkleeberg die im Dezember 2002 eingestellte S-Bahn-Linie S2 zwischen Plagwitz und Gaschwitz, nachdem diese in den Jahren zuvor, u. a. verstärkt durch eine fahrgastunfreundliche Fahrplan- und Tarifgestaltung, viele Nutzer verloren hatte. Außerdem ist sie eine der beiden Stadtbuslinien, die durch drei Städte und damit durch drei MDV-Zonen verkehren. Die Linie 65 fährt montags bis freitags auf dem Kernabschnitt zwischen Markranstädt und Großzschocher, Anton-Zickmantel-Straße planmäßig alle zehn Minuten, weiter nach Markkleeberg nur alle 20 Minuten. Sonnabends wird im 15/30-Minuten-Takt gefahren, während sonntags auf gesamter Streckenlänge nur ein 30-Minuten-Takt gilt. Zum Einsatz gelangen hier überwiegend Normalbusse, wobei wochentags zunehmend auch Gelenkbusse eingesetzt werden. Zwischen 2022 und 2024 konnte infolge von Personalmangel dauerhaft nur ein 15/30-Minuten-Takt angeboten werden.

- Die Linie 66, auch als „Grünolino“ bezeichnet, verkehrt seit dem 19. März 2011 als Quartierbus auf einem Ringkurs durch die verschiedenen Wohnkomplexe des Plattenbaugebiets Grünau und verbindet die wichtigsten Einkaufszentren, das Bürgerbüro, das Robert-Koch-Klinikum und die Ärztehäuser mit den Umsteigestationen und Wohnvierteln im größten Leipziger Stadtteil. Die Bedienung erfolgt tagsüber montags bis samstags im Stundentakt, wobei vom 30. April 2011 bis zum 14. Dezember 2013 als Ersatz für die in diesem Zeitraum weggefallene S-Bahn-Linie S1 im Halbstundentakt gefahren wurde. Zum Einsatz gelangen grundsätzlich nur Mini- und Midibusse, wobei die Linie momentan von Subunternehmern betrieben wird. Ende 2026 soll die nur schwach nachgefragte Linie durch verbessere Angebote anderer Linien ersetzt werden. Eine Linie 66 gab es zudem bereits mehrfach in Leipzig. Ursprünglich als direkte Schnellverbindung zwischen Markranstädt und Lausen über Grünau verkehrend, wurde sie 2002 zugunsten einer verbesserten Taktung der über Miltitz verkehrenden Linie 65 aufgegeben. Eine weitere, kurzlebige Linie 66 verkehrte für eine Fahrplanperiode nach Eröffnung des DHL-Hubs Leipzig im Jahr 2008 zwischen Hermann-Meyer-Straße und dem DHL-Hub über Lausen, Grünau, Lindenau, Leutzsch, Böhlitz-Ehrenberg und Wahren mit jeweils einer Einzelfahrt zu den Schichtwechselzeiten.

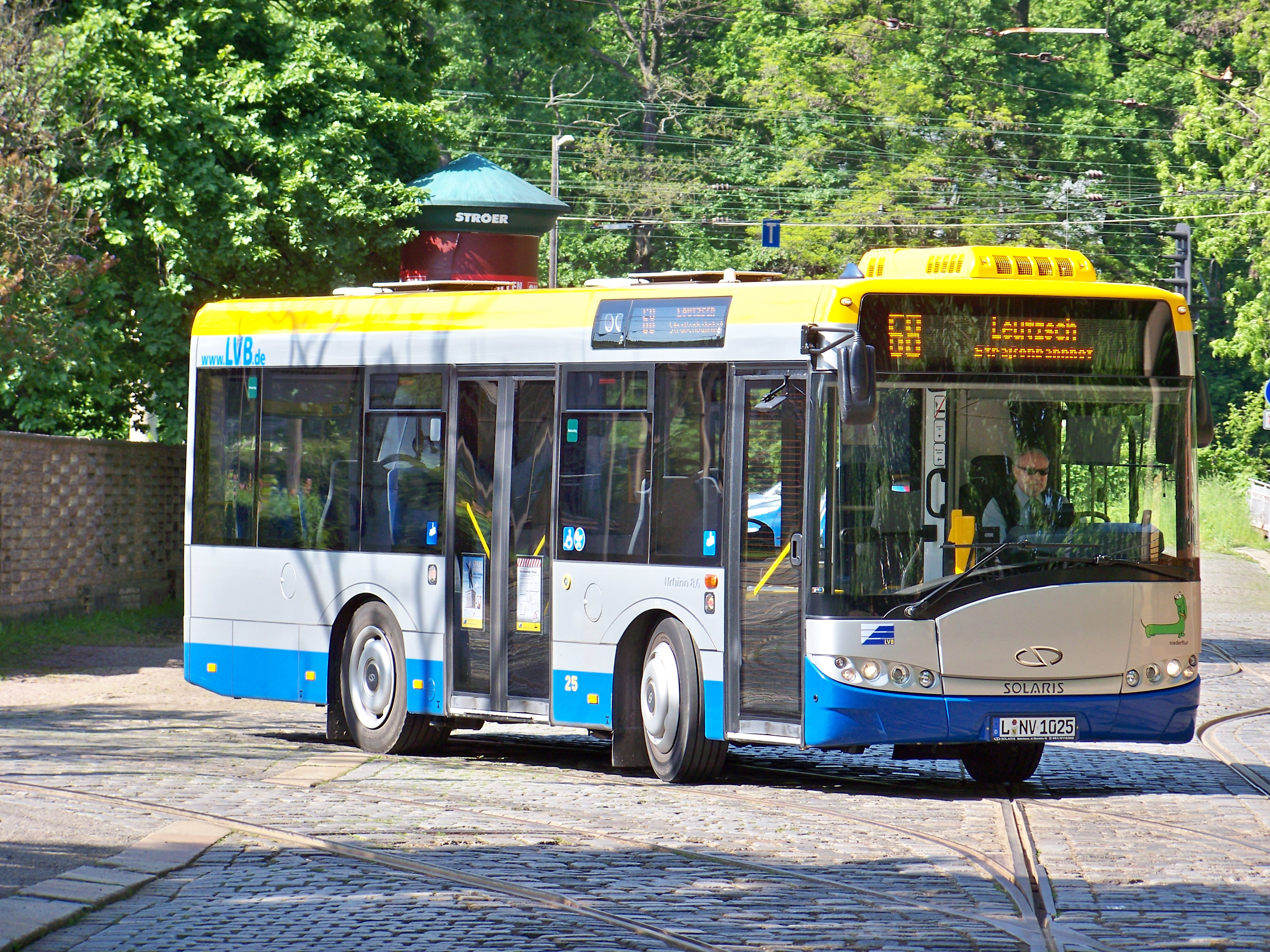
Auf fahrgastschwachen Linien wurden auch Midi-Busse vom Typ Solaris Urbino 8.6 eingesetzt

- Die Linie 67 wird als Nachfolger der zwischen Strbf. Angerbrücke und Rückmarsdorf auf einen 20-Minuten-Takt verdichteten ehemaligen Regionalbuslinie 130 ab Ende 2025 im Einsatz sein. Analog zur vorherigen Linie 130 verkehrt sie dabei zusammen mit der Linie 131 über die Merseburger Straße. Montags bis freitags im Tagesverkehr verkehren einige Fahrten der Linie 67 ab Rückmarsdorf weiter in das Frankenheimer Gewerbegebiet und werden in der HVZ zusätzlich stündlich bis zum Bahnhof Markranstädt durchgebunden. Dabei verkehrt sie durch den Schkeuditzer Ortsteil Dölzig und berührt somit kurzzeitig den Landkreis Nordsachsen. Auch die Linie 67 war bereits mehrfach für voneinander unabhängige Buslinien in Verwendung. So existierte bis 2002 eine Linie 67 zwischen Siedlung "Florian Geyer" und der Feuerbachstraße im Waldstraßenviertel über Lindenau und Leutzsch, wobei der genaue Linienweg und die angebotenen Taktfrequenzen und Einsatzzeiten sich mehrfach änderten. Zuletzt gab es nur noch im Berufsverkehr Einzelfahrten zwischen Otto-Schmiedt-Straße und Ratzelstraße, welche schließlich 2002 ersatzlos entfielen. Eine weitere Linie 67 existierte ab Oktober 2010 als Quartiersbuslinie in Leutzsch, die bis dato als Linie 68 bezeichnet wurde. Bei dieser Linie handelte es sich um den Ersatz für die 2001 eingestellte Straßenbahnlinie 27 zwischen Rathaus Leutzsch und dem Straßenbahnhof Leutzsch, welche mit 1,9 km zudem die kürzeste, täglich verkehrende Linie der LVB war[3]. Anders als die Straßenbahn nahm die Quartiersbuslinie dabei nicht den Weg durch die Rathenaustraße, sondern band die Siedlungsschwerpunkte entlang der Otto-Schmiedt-Straße an die Straßenbahnlinie 7 an. Um diese, häufig nur auf dem Papier existierende, Anschlussbeziehung zu verdeutlichen, wurde die Bezeichnung der Linie am 10. Oktober 2010 von 68 in 67 geändert. Sie verkehrte bis Ende 2022 alle 20 bzw. 30 Minuten mit einem Midibus oder MB Sprinter, wobei die Betriebszeiten immer weiter eingeschränkt wurden, bevor sie am 26. November 2022 nahezu vollständig durch den On-Demand-Verkehr Flexa ersetzt wurde. Seitdem verkehrte die Linie 67 nur noch morgens an Schultagen mit Einzelfahrten als Rundkurs durch Leutzsch, wobei hierbei zwei Fahrzeuge aus dem Flexa-Pool zum Einsatz kamen. Zum 25. November 2024 wurde die Linie 67 schließlich komplett eingestellt, da die Erschließung des Leutzscher Villenviertels von der über Rathenaustraße zum Leutzsch, Straßenbahnhof verlängerten Linie 74 übernommen wurde, wobei an Schultagen zwei Fahrten der Linie 74E weiterhin die Otto-Schmiedt-Straße bedienen.

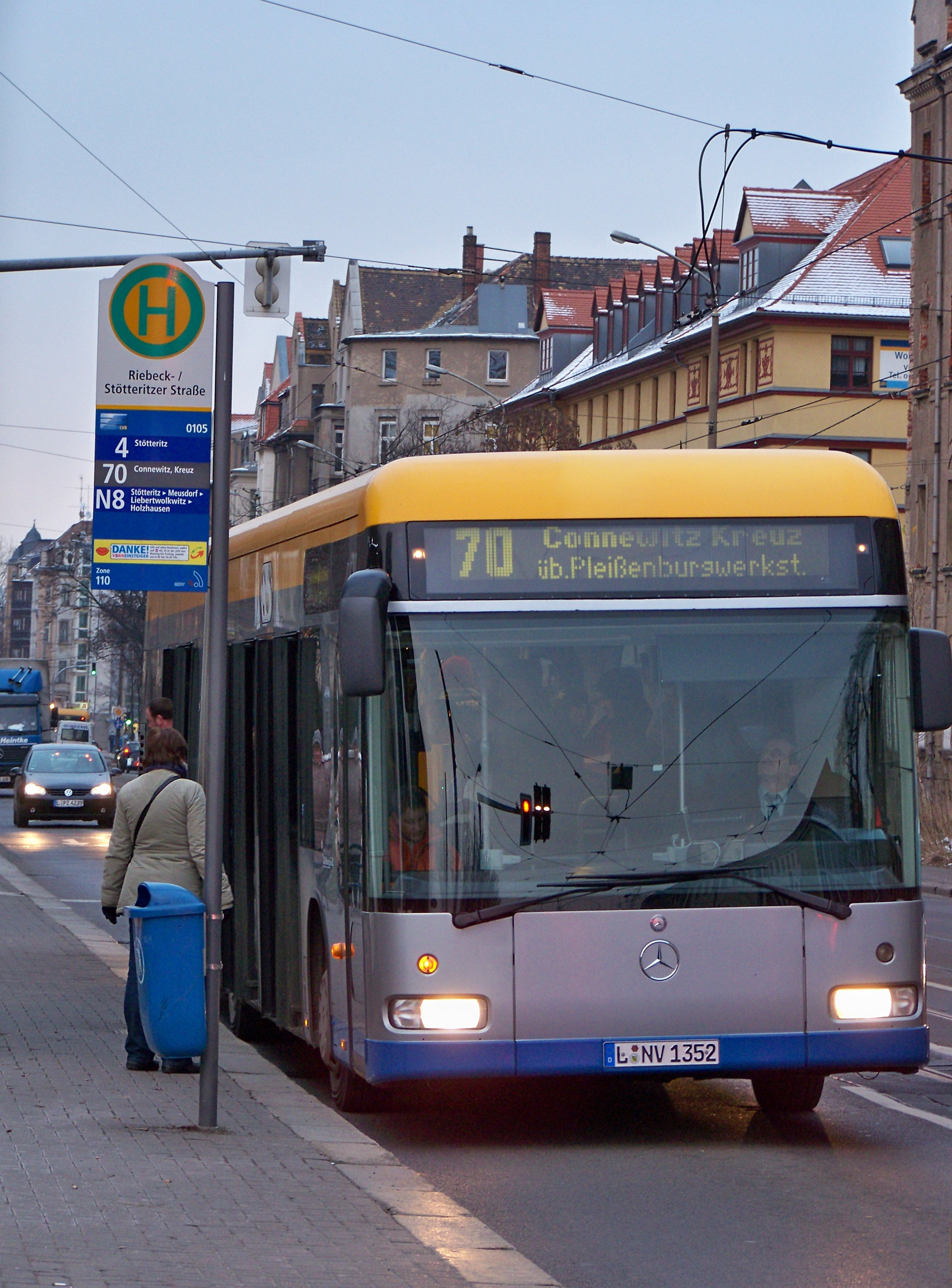
Mercedes-Benz Citaro (Silberpfeil) (2009). Die wichtigen Tangentiallinien im Netz werden im 10-Minuten-Takt und in der HVZ häufig – wie hier auf der Linie 70 in Reudnitz, Riebeckstraße – mit Gelenkbussen bedient.

- Die Linie 70 beginnt seit November 2015 in Markkleeberg-West und folgt dem ehemaligen Linienweg der Straßenbahnlinie 9 über die Koburger Straße bis zum Connewitzer Kreuz. Ab hier verläuft sie weiter tangential im Südosten vorbei am Alten Messegelände über die östlichen Stadtteile Reudnitz und Schönefeld zum Industriegebiet Nordost und weiter durch die Plattenbaugebiete in Thekla und Mockau zum Endpunkt Mockau-West. Auch hier fungiert die Linie zwischen Connewitz und Schönefeld als Ersatz für die im Mai 2001 endgültig eingestellte Straßenbahnlinie 22, nachdem sie zuvor bereits deren Leistungen im Abend- und Wochenendverkehr übernommen hatte. Zwischen Schönefeld und Mockau-West ersetzte sie 2001 die Buslinie 84. Endete anfangs zumindest außerhalb des Berufsverkehrs jeder zweite Bus im Nordabschnitt bereits in Schönefeld-Ost bzw. später in Thekla, so verkehren seit Oktober 2010, von wenigen Fahrten in Tagesrandlage abgesehen, alle Kurse bis Mockau-West. Zudem erfolgt seit dieser Zeit eine Anbindung des Stadtteilzentrums Reudnitz an der Haltestelle Koehlerstraße, welches die Buslinie analog der abgelösten Straßenbahnlinie bisher umfuhr. Auf der Linie 70 kommen grundsätzlich nur Gelenkbusse zum Einsatz. Ab 2026 sind im Rahmen des Liniennetzes der Zukunft Änderungen am Linienweg geplant; so soll sie künftig zwischen Altenburger Straße und Technischem Rathaus über Semmelweisstraße verkehren und die "Media-City" besser anbinden sowie im Nordabschnitt bereits in Thekla enden, während Mockau-West von den Linien 78, 81 und 82 angefahren werden soll.

- Die Linie 71 wurde am 26. Februar 2024 als Quartiersbuslinie im Bereich Anger-Crottendorf eingeführt und verbindet als Ringlinie die bisher schlecht vom ÖPNV erschlossenen Gebiete von Anger-Crottendorf mit Reudnitz, wo Anschlüsse an weitere Bus- und Straßenbahnlinien besteht. Ab 2026 soll die Linie 71 über Täubchenweg, Augustusplatz und Wilhelm-Leuschner-Platz zum Neuen Rathaus verlängert werden und ab dort die Linie 89 in Richtung Connewitzer Kreuz ersetzen.

- Die Linien 72 und 73 verkehren jeweils im 20- bzw. 30-Minuten-Takt und überlagern sich zwischen Hauptbahnhof und Mölkau zu einem 10- bzw. 15-Minuten-Takt und befahren, neben der Linie 89 und den Nightlinern, als einzige Buslinien den Hauptbahnhofsvorplatz. Während die Linie 72 ab Mölkau über Engelsdorf weiter nach Paunsdorf verkehrt, führt die Linie 73 weiter nach Baalsdorf. Ab hier verkehrt sie werktags im Stundentakt weiter nach Sommerfeld über die sehr ländlich geprägten Leipziger Stadtteile Kleinpösna, Hirschfeld und Althen. Zwischen Althen und Sommerfeld fährt sie über den Abzweig Dreiecksiedlung des Borsdofer Ortsteils Panitzsch und verlässt damit für eine Haltestelle kurzzeitig die Stadt Leipzig. Auf beiden Linien verkehren werktags in der Regel Gelenkbusse. Zwischen Hauptbahnhof und Anger-Crottendorf stellen beide Linien den Nachfolger der 1997 eingestellten Straßenbahnlinie 2 dar. Zwischen 1997 und 2003 verkehrten sie an Wochenenden und im Abendverkehr zudem ab Hauptbahnhof weiter über Käthe-Kollwitz- und Karl-Heine-Straße zum Bushof Lindenau und ersetzten auch hier die nach Plagwitz verkehrenden Straßenbahnlinien (bis 2001 ebenfalls Linie 2, anschließend Linie 14). Ihre Vorgänger waren die Linien M und Z nach Engelsdorf und Baalsdorf über Mölkau, die ihrerseits die 1946 aufgelassene Straßenbahnstrecke durch den Täubchenweg, die vorher zuletzt von der Linie 20 befahren wurde, ersetzten sowie die Linie E, die seit 1974 den eingestellten Endabschnitt der seinerzeit hier verkehrenden Straßenbahnlinie 2 zwischen Paunsdorf und Engelsdorf bediente.

- Die Linie 74 verkehrt vom Straßenbahnhof Leutzsch im Westen der Stadt über William-Zipperer-Straße, Lindenauer Markt, Schleußig, Südvorstadt, alten Messegelände, Stötteritz nach Holzhausen, wobei jeder zweite Bus montags bis freitags als Linie 74E bereits an der Naunhofer Straße bzw. samstags in Stötteritz endet. Die an der Naunhofer Straße endenden Fahrten verkehren mit Liniendurchlauf auf die Linie 76 weiter Richtung Probstheida und Herzzentrum. Zwischen Schleußig und der Südvorstadt verkehren die Linien 60 und 74 parallel, wodurch auf diesem Abschnitt ein 5-Minuten-Takt realisiert werden kann. Die einst nur zwischen Deutschen Platz und Holzhausen verkehrende Linie, welche 1997 aus der Buslinie H hervorgegangen ist, erfuhr seit 2010 wiederholt Aufwertungen in Form von Linienverlängerungen und Taktverdichtungen. Seit Oktober 2010 endete sie am Lindenauer Markt und wurde zum 25. November 2024 erneut über William-Zipperer-Straße und Rathenaustraße zum Straßenbahnhof Leutzsch verlängert. Damit entlastet sie die Straßenbahnlinie 7 in der Georg-Schwarz-Straße und macht in Leutzsch die zuvor noch mit Einzelfahrten an Schultagen betriebene Buslinie 67 überflüssig. Damit endete auch der zuvor an Sonn- und Feiertagen noch praktizierte Linienübergang am Lindenauer Markt auf die Linie 130 nach Rückmarsdorf. Zum Einsatz gelangen auf der Linie 74 überwiegend Normalbusse, vorzugsweise Elektrobusse, wobei zunehmend auch Gelenkbusse angetroffen werden können.

- Die Linie 75 verkehrt zwischen Probstheida und Naunhof über Meusdorf, Liebertwolkwitz und Großpösna. Während sie im Leipziger Abschnitt bis Liebertwolkwitz montags bis freitags mindestens alle 20 Minuten verkehrt, weist sie auf ihrem Außenast nach Naunhof Regionalliniencharakter auf, der zudem auch nur maximal stündlich bedient wird. Lediglich die Auensiedlung der Gemeinde Großpösna wird in den HVZ meist noch von zwei Fahrten je Stunde bedient. Abgesehen von einigen Schülerfahrten mit Gelenkbussen kommen hier nur Normalbusse zum Einsatz. Bis zur Busnetzreform am 10. Oktober 2010 verkehrte anstelle der Linie 75 die Regionalbuslinie 171 zwischen Meusdorf und Naunhof. Zu diesem Zeitpunkt erfolgte auch die Verlängerung über die Chemnitzer Straße nach Probstheida, wo vielfältige Anschlüsse unter anderem zur Straßenbahnlinie 15 bestehen. Außerdem ist sie, neben der Linie 65, eine der beiden Stadtbuslinien, die durch drei MDV-Tarifzonen verkehren. Im Abschnitt zwischen Meusdorf und Liebertwolkwitz, Störmthaler Straße stellt sie einen Nachfolger der 1971 stillgelegten Straßenbahnstrecke dar.

- Die Linie 76 verbindet als Quartierbuslinie alle 20 bzw. 30 Minuten die zentrale Haltestelle Probstheida mit dem Herzzentrum Leipzig und führt dabei durch das Wohngebiet entlang der Franzosenallee. Zum Fahrplanwechsel im Dezember 2017 wurde die Linie montags bis freitags ab Probstheida weiter parallel zur Straßenbahnstrecke der Linien 2 und 15 über die Prager Straße bis zur Haltestelle Naunhofer Straße verlängert, wo sie mit der Linie 74E verknüpft ist.

- Die Linie 77 ist eine Quartierbuslinie, welche zum 10. Oktober 2010 als Kompromisslösung zur innerhalb des Wohngebietes Schönefeld-Ost wegfallenden Linie 90 eingeführt wurde und dabei zusätzlich einige bisher schlecht erschlossene Bereiche von Schönefeld, Sellerhausen und Stünz anbindet. Lag ihr westlicher Endpunkt ursprünglich bereits am Stannebeinplatz, erfolgte Ende 2014 eine Verlängerung zum Fliederhof, wo sie bereits zuvor ihre Wendezeit abstand. Die Linie verkehrt nur montags bis sonnabends stündlich und ausschließlich im Tagesverkehr zwischen 8 und 19 Uhr und wird momentan von einem Subunternehmer mit einem Midibus bedient. Im Laufe des Jahres 2026 soll sie im Zuge des Liniennetzes der Zukunft auf einen 20-Minuten-Takt verdichtet und ab Fliederhof über Brandenburger Straße zum Hauptbahnhof verlängert werden, währenddessen sie gleichzeitig im Bereich Schönefeld-Ost eine direktere Linienführung über die Volksgartenstraße erhält, da sie hier durch die Linie 64 ersetzt wird.

- Eine Linie 78 soll 2026 als neue Buslinie im 20-Minuten-Takt zwischen Mockau-West und Engelsdorf über Thekla, Heiterblick und Sommerfeld eingerichtet werden.

- Die Linie 79 wurde 2001 neu eingeführt und verkehrte ursprünglich alle 20 bzw. später alle 30 Minuten tangential zwischen Thekla und Probstheida über Abnaundorf, Paunsdorf, Mölkau und Stötteritz. Mehrfach verlängert und erneut auf ein 20-Minuten-Intervall verdichtet verkehrt sie seit 2010 weiter über Moritz-Hof zum Bahnhof Leipzig-Connewitz. Im Sommerhalbjahr an Wochenenden sowie in den Sommerferien täglich wird die Linie 79 im Halbstunden- bzw. Stundentakt weiter über Markkleeberg bis zum Cospudener See verlängert. Eingesetzt werden sowohl Normal- als auch Gelenkbusse. In der zweiten Umsetzungsstufe des Liniennetzes der Zukunft soll die Linie 79 ab Ende 2025 durch eine Linie 79E zwischen Connewitz und Paunsdorf auf einen 10/15-Minuten-Takt verstärkt werden, welche anschließend weiter über Permoserstraße und Paunsdorfer Allee nach Sommerfeld führt und dort Erschließungslücken beseitigt und neue Direktverbindungen ermöglicht.

- Die Linie 80 verläuft als West-Nord-Tangente zwischen Thekla und dem Bushof Lindenau, wobei im Tagesverkehr jeder zweite Bus aus Thekla kommend bereits in Wahren bzw. zeitweise in der Vergangenheit auch bereits in Möckern endet, sodass die Verbindung zwischen Wahren und Lindenau, die auch das Leutzscher Holz, ein Waldgebiet des Leipziger Auenwaldes, und den Auensee, einem Naherholungsgebiet mit dem Kultur- und Konzerthaus sowie der Parkeisenbahn, erschließt, nur alle 20–30 Minuten bedient wird. In Thekla ist die Linie 80 in Schwachlastzeiten mit den Linien 81 und 82 kombiniert. Die Linie 80 sowie die mit ihr verbundenen Linien werden mittlerweile überwiegend mit Gelenkbussen bedient; in der Schwachverkehrszeit verkehren jedoch auch Normalbusse, was in den 2010er Jahren auch werktags der übliche Fahrzeugtyp war. Die Linie 80 trug bis zum Jahr 1997 in Anlehnung als Westtangente die Buchstabenkennung W, die sich im Alltagsgebrauch teilweise noch bis heute gehalten hat. In den 1960er Jahren war sie eine der Stammlinien, die mit Do 56-Doppeldeckbussen bedient wurde. Vom 30. April 2011 bis zum 13. Dezember 2013 fuhr die Linie 80E als Ersatz für die vorübergehend eingestellte S-Bahn-Linie S1 ab Wahren weiter über Leutzsch, Schönau, Grünau nach Lausen. Gleichzeitig wurde die Linie 80 zum Bahnhof Leipzig-Plagwitz verlängert, was infolge des Umbaus der Lützner Straße sogar bis Dezember 2014 bestehen blieb. Ab Ende 2026 soll im Rahmen des Liniennetzes der Zukunft jede zweite Fahrt der Linie 80 erneut und nunmehr dauerhaft bis nach Lausen verlängert werden und hier die Linie 61 ersetzen. Die weiterhin am Bushof Lindenau endenden Fahrten sollen dann als Linie 80E geführt werden. Zwischen 2022 und 2024 konnte infolge von Personalmangel werktags nur ein 15-Minuten-Takt und an Wochenenden nur ein 30-Minuten-Takt angeboten werden, wobei dann jeweils alle Fahrten die Gesamtstrecke bedienten.

- Die Linien 81 und 82 verlaufen zwischen Thekla und Portitz parallel und bieten hier gemeinsam einen 20- bzw. 30-Minuten-Takt. Die Linie 81 verkehrt anschließend weiter in die Nachbachstadt Taucha. Die Linie 82 verkehrt hingegen als Stichfahrt weiter zur Teichsiedlung Portitz und anschließend zum Plaußiger Gewerbegebiet und montags bis freitags im Tagesverkehr weiter zum BMW-Werk. Seit dem 2. Januar 2024 wurde die Linie abermals verlängert und führt weiter über Hohenheida und Seehausen zum S-Bf. Messe. Diese Fahrten fanden zuvor als Liniendurchlauf 82/86 statt. An Wochenenden und in Tagesrandzeiten sind die Linien 81 und 82 zudem in Thekla mit der Linie 80 verbunden. Eine ursprünglich auch an Werktagen vorhandene Verknüpfung mit der Linie 80E nach Möckern erwies sich als zu instabil und verspätungsanfällig, weshalb in diesen Zeiten wieder in Thekla umgestiegen werden muss. Die Linie 81 ist nur im Tagesverkehr bis etwa 20 Uhr im Einsatz und auch die Linie 82 fährt im Spät- und Wochenendfrühverkehr nur bis Portitz, Teichsiedlung. Während bis 2023 die Linie 81 nur im Stundentakt verkehrte und die Linie 82 im 20/40-Minuten-Takt fuhr, wurde 2024 der Takt zwischen beiden Linien getauscht, sodass die Linie 82 seitdem nur noch im Stundentakt verkehrt. Die Linien 81 und 82 sollen ab 2026 ab Thekla nach Mockau-West verlängert werden, wohin sie bereits bis zur Busnetzreform im Oktober 2010 verkehrten.

- Die Linie 83 verkehrt werktags alle 30 Minuten als Quartierbus mit einem Midibus zwischen Thekla und Plaußig, Gewerbegebiet über die Göteborger Straße. Am Wochenende wird sie lediglich als ALITA betrieben. Die Linie 83 soll im Rahmen des Liniennetzes der Zukunft ab 2026 durch den On-Demand-Verkehr Flexa ersetzt werden.

- Die Linie 84 verbindet seit Januar 2024 das BMW-Werk auf direktem Weg mit dem Bahnhof Leipzig Messe über die Messe-Allee. Die Verbindung wurde zuvor in den HVZ bereits von einer Linie 86A bedient. Zudem bindet die Linie 84 neu das BMW-Werk erstmals direkt an Mockau an, wo die Linie mit einer Schleifenfahrt an der Haltestelle Mockau, Post endet. In der HVZ verkehrt diese Linie zeitweise im 10-/20-Minuten-Takt zwischen S-Bf. Messe und dem BMW-Werk, in den übrigen Zeiten nachfrageorientiert. In Richtung Mockau erfolgt die Bedienung zu den HVZ halbstündig, in den übrigen Zeiten maximal im Stundentakt und an Sonntagen überhaupt nicht. Einzelne Fahrten der Linie 84 verkehren in den Tagesrandzeiten zudem verlängert bis zum Hauptbahnhof. Die Liniennummer 84 war zuvor bereits mehrfach für verschiedene Buslinien im Leipziger Norden vergeben. So verkehrte sie zwischen 1997 und 2001 als Nachfolger der Linie O außerhalb der Einsatzzeiten der Linie 70, das heißt Montag bis Freitag im Tagesverkehr, zwischen Mockau-West und Stannebeinplatz über Thekla und Schönefeld-Ost, bevor sie mit Stilllegung der Straßenbahnlinie 22 durch die dann täglich verkehrende Buslinie 70 ersetzt wurde. Ab 2005 wurde eine neue Linie 84 einführt, die das BMW-Werk mit dem Messegelände verband und 2010 schließlich in die Linie 86 umgenummert wurde.

- Die Linie 85 verkehrt montags bis sonnabends mit einem Normalbus im Stundentakt zwischen dem Sachsenpark, einem Einkaufspark im Stadtteil Seehausen unweit des Messegeländes, und der Georg-Schumann-Straße in Gohlis. Sie stellt einen Nachfolger der noch bis 2005 ab Taucha über Hohenheida, den Sachsenpark nach Gohlis-Nord verkehrenden Linie 176 dar, die entsprechend mit Einführung der Linien 84 und 85 weitgehend auf den Tauchaer Abschnitt eingekürzt wurde. Seit dem 27. November 2021 endet die Linie 85 nicht mehr an der Endstelle Gohlis-Süd, sondern wendet als Ringfahrt über Virchow-, Lützow-, Georg-Schumann-, Lindenthaler und Coppistraße. Die vergleichsweise schwach nachgefragte Linie 85 soll ab 2026 vollständig eingestellt werden und die Bedienung des Sachsenparks künftig allein durch die Linie 86 erfolgen.

- Die Linie 86 verkehrt montags bis samstags im Stundentakt und verbindet Gottscheina, Hohenheida, Göbschelwitz und Seehausen mit dem Bahnhof Leipzig Messe. Obwohl als Stadtbuslinie klassifiziert, gleicht sie durch die Bedienung der äußeren, sehr dörflich geprägten jedoch 1999 eingemeindeten Ortsteile Leipzigs eher einer Regionalbuslinie. Im Spät-, Sonn- und Feiertagsverkehr wird die Linie 86 als ALITA betrieben, dass ab 2026 durch den On-demand-Dienst "Flexa" ersetzt werden soll. Die Linie 86 ist am Bahnhof Leipzig Messe u. a. auf die Straßenbahnlinie 16 ausgerichtet und wurde aus diesem Grund am 10. Oktober 2010 von Linie 84 in 86 umnummeriert. Bis zum 2. Januar 2024 verkehrte die Linie 86 zudem ab Hohenheida weiter zum BMW-Werk, bevor sie hier durch die verlängerte Linie 82 abgelöst wurde. Zudem ersetzte die neue Linie 84 die bis dahin in den HVZ als Ringlinie ab S-Bf. Messe über Messegelände und das BMW-Werk verkehrende Linie 86A, der einzigen Leipziger Linie mit einem nachgestellten 'A' in der Liniennummer, die damit wieder entfiel.

- Die Linien 87 und 88 verbinden jeweils im Stundentakt die Stadtteile Wahren, Lindenthal, Breitenfeld und Wiederitzsch miteinander. Beide Linien verkehren gemeinsam im 30-Minuten-Takt zwischen Wahren und Lindenthal, wobei die Linie 87 zusätzlich auch durch die Triftsiedlung verkehrt, während die Linie 88 diese nur mehr in Einzelfahrten im Schülerverkehr ansteuert. In Lindenthal trennen sich beide Linien endgültig auf und die Linie 87 verkehrt weiter über die Straßenbahnendstelle Gohlis, Landsberger Straße, welche nach über 20-jähriger Sperrung der Landsberger Brücke seit 2018 wieder von den Bussen der Linie 87 aus Norden erreicht werden kann, die Wiederitzscher Bahnhofstraße und den Ortskern Wiederitzsch bis nach Wiederitzsch-Nord, während die Linie 88 dieses Ziel ab Lindenthal, An der Windmühle über Breitenfeld erreicht. In Wiederitzsch-Nord sind beide Linien miteinander verknüpft, so dass eine Ringfahrt entsteht. An Samstagen, Sonn- und Feiertagen verkehrt nur die Linie 87 und die Linie 88 ist nicht im Einsatz. Mit der Bedienung der beiden Linien ist seit vielen Jahren Auto Webel als Subunternehmen beauftragt. Bis zur im Oktober 2010 erfolgten Verlängerung der Linie 90 ab Lindenthal nach Wahren nahm die Linie 87 die Erschließungsfunktion Lindenthals ab Wahren in dichten Takt wahr, während die Linie 88 als Quartiersbuslinie fungierte und alleinig die Triftsiedlung bediente.

- Die Linie 89 wurde als direkter Nachfolger der 1999 eingestellten Straßenbahnlinie 24 zur Erschließung des Musikviertels eingerichtet und stellt die einzige Linie dar, die mitten durch die Leipziger Innenstadt und die dortigen Fußgängerzonen verkehrt. Ihre Liniennummer weicht vom üblichen Schema, das Liniennummern im 80er Bereich dem Norden Leipzigs zuweist, ab und wurde in Anlehnung an das Wendejahr 1989, deren Hauptschauplätze sie anfangs direkt ansteuerte, gewählt. Die Linie 89 endete ursprünglich in der Südvorstadt (Lößniger Straße), bevor 2003 eine weitere Verlängerung über die A.-Bebel-Straße zum Connewitzer Kreuz erfolgte. Nach mehreren Änderungen der Linienführung in der Innenstadt verkehrt sie planmäßig nun über Reichstraße, Grimmaische Straße, Markt und die Thomaskirche, wenngleich die zahlreichen Veranstaltungen im Innenstadtbereich häufig Umleitungen über den Innenstadtring erfordern. Anfangs mit Midibussen der Bauart Mercedes-Benz Cito im 20-Minuten-Takt unterwegs, erfolgten wiederholt Taktverdichtungen und der Einsatz größerer Busse, die Ende 2021 in einem 10-Minuten-Takt mündeten, der allerdings aufgrund zunehmenden Personalmangels nur wenige Wochen gefahren werden konnte, bevor wieder auf den 15-Minuten-Takt ausgedünnt werden musste, der erst 2024 ein Ende fand. Zum Einsatz kommen seit Verdrängung der Midibusse ausschließlich Normalbusse, wobei hier im Regelfall immer die neusten Fahrzeugtypen im LVB-Bestand eingesetzt werden, was derzeit die Elektrobusse sind. Die Linie 89 soll im Rahmen des Liniennetzes der Zukunft Ende 2026 durch die von Anger-Crottendorf über Täubchenweg, Augustusplatz und Wilhelm-Leuschner-Platz zum Neuen Rathaus und weiter nach Connewitz verlängerten Linie 71 ersetzt werden, womit innerhalb des Stadtzentrum erneut kein Oberflächenverkehr mehr stattfinden wird.

- Die Linie 90, die bis 1997 als Nordtangente die Linienbezeichnung N trug, durchläuft die nördlichen Stadtteile Leipzigs von Ost nach Nordwest und stellt eine nördlich des Stadtzentrums verlaufende Tangentiallinie dar. Sie beginnt am Paunsdorf Center, einem Einkaufszentrum an der Stadtteilgrenze Paunsdorf/Sommerfeld und erschließt außerdem das Erlebnisbad Sachsentherme, Alt-Paunsdorf, den Wissenschaftspark Leipzig, die Stadtteile Schönefeld, Eutritzsch, Gohlis und Möckern samt Bundesagentur für Arbeit sowie das Ökobad in Lindenthal. Jeder zweite Bus endet von Paunsdorf kommend als Linie 90E bereits an der Slevogtstraße in Möckern, was ursprünglich die Endstelle der gesamten Linie 90 war, bevor sie ab 2007 über die neugebaute Louise-Otto-Peters-Alle erst nach Lindenthal und ab 2010 weiter nach Wahren verlängert wurde, wobei diese Abschnitte stets nur alle 20 bzw. 30 Minuten bedient werden. An Sonn- und Feiertagen sowie im Abendverkehr wird der vor allem für den Einkaufsverkehr bedeutsame Abschnitt zwischen Paunsdorf-Center und dem Straßenbahn-Betriebshof Paunsdorf nicht bedient. Von der Schwachverkehrszeit abgesehen werden auf der Linie 90 mittlerweile überwiegend Gelenkbusse eingesetzt. In den Jahren 2022 und 2023 musste der Takt aus Personalmangel auch an Werktagen auf ein 15-Minuten-Intervall gedehnt werden.

- Die Linie 91 verbindet seit dem 14. Dezember 2014 als aufgewerteter Nachfolger der Linie 190 die Straßenbahnendstelle Wahren über den S-Bahnhof Wahren mit dem Güterverkehrszentrum und dem Leipziger Porsche-Werk.[4] Bis September 2022 verkehrte im Tagesverkehr jeder zweite Bus weiter als Linie 190 nach Radefeld und wurde weiterhin von Auto Webel betrieben. Innerhalb der Stadt Leipzig führte Auto Webel diese Fahrten im Auftrag der LVB durch, während die am Porsche-Werk als Linie 91E endenden Verstärkerfahrten direkt von den LVB betrieben wurden. Mittlerweile werden alle Fahrten von den LVB als Linie 91 erbracht, überwiegend mit Gelenkbussen, und wochentags auf einen Halbstundentakt und am Wochenende auf einen Stundentakt verdichtet.

## Regionalbuslinien (Linien 108 – 176)
Die Linie 108 verkehrte zwischen den Fahrplanwechseln 2015 und 2024 im Stundentakt zwischen Probstheida und dem Bahnhof Markkleeberg über Wachau und die Leinestraße in Dölitz-Dösen, wobei sie im Abend- und Wochenendverkehr nur zwischen Probstheida und Wachau pendelte und an Sonntagen sogar nur als ALITA bedient wurde. Bis 2015 verkehrte die Linie 108 zwischen Wachau und Markkleeberg-West über Markkleeberg-Ost und anschließend weiter nach Großstädteln. Sie diente damit auch der Verbindung der beiden Markkleeberger Stadtteile. Diese Linienführung wurde von der 2015 neu eingeführten und von Regionalbus Leipzig betriebenen Buslinie 106 übernommen. Zum 25. November 2024 wurde die Linie 108 weitgehend eingestellt und die Anbindung der Leinestraße durch den On-Demand-Verkehr Flexa ersetzt, sodass die Linie 108 seitdem nur noch mit einer morgendlichen Schülerfahrt zwischen Leinestraße und Probstheida, Buswendestelle verkehrt.
Die Linie 130 erschließt halbstündlich den Leipziger Stadtteil Rückmarsdorf ab Strbf. Angerbrücke über die Merseburger Straße. Montags bis freitags im Tagesverkehr verkehrt die Linie 130 ab Rückmarsdorf weiter bis in das Frankenheimer Gewerbegebiet; in der HVZ wird zusätzlich jeder zweite Bus bis zum Bahnhof Markranstädt durchgebunden. Dabei verkehrt sie durch den Schkeuditzer Ortsteil Dölzig und berührt somit kurzzeitig den Landkreis Nordsachsen. An Sonnabenden verkehrt die Linie 130 nur im Abendverkehr, da im Tagesverkehr die parallel verkehrende Linie 131 im 30-Minuten-Takt für die Bedienung von Rückmarsdorf ausreichend ist.
Die Linie 131 verbindet Leipzig mit dem Einkaufszentrum Nova in Günthersdorf und der Stadt Merseburg in Sachsen-Anhalt. Sie verkehrt zum größten Teil als Ersatz für die ehemalige Bahnstrecke Merseburg–Leipzig-Leutzsch, montags bis samstags im Stundentakt (teilweise mit Zusatzfahrten in der HVZ), wobei an Samstagen im Einkaufsverkehr zwischen Leipzig, Angerbrücke und dem Einkaufszentrum Nova ein 30-Minuten-Takt angeboten wird. Sonntags sowie an Feiertagen wird lediglich ein Zweistundentakt angeboten. Die Linie 131 ist die einzige LVB-Buslinie, die den Straßenbahnbetrieb der LVB mit dem der HAVAG (in Merseburg) verbindet. Sie wird von Leobus und der sachsen-anhaltischen PNVG Merseburg-Querfurt gemeinsam betrieben. Infolge der baubedingten Sperrung der Zeppelinbrücke für den Kfz-Verkehr enden seit Sommer 2024 bis zum Ende der Bauarbeiten Ende 2026 alle Fahrten der Linie 131 bereits an der Haltestelle Angerbrücke, Straßenbahnhof.
Die Linie 143 dient ausschließlich dem Schülerverkehr zwischen Liebertwolkwitz, Wachau und Auenhain; es gibt nur wenige Fahrten an Schultagen.
Die Linie 162 verkehrt, bis auf einzelne Schülerfahrten, die morgens mit einem Kleinbus und nachmittags planmäßig von Taxiunternehmen durchgeführt werden, täglich nur als ALITA. Sie bindet die Eigenheim-Siedlung „Florian Geyer“ an den Stadtteil Großzschocher und die dort verkehrenden Linien an. Bis zur Busnetzreform 2010 wurde die Siedlung im vollwertigen Busverkehr mit der Linie 61 bedient.
Die Linie 172 stellt eine nur an Werktagen im Stundentakt angebotene äußere Tangentialverbindung zwischen Engelsdorf, Mölkau, Holzhausen, Liebertwolkwitz und Meusdorf her und hat ihren südlichen Endpunkt in Wachau. An Schultagen verkehren einzelne Fahrten auch verlängert über Zweenfurth nach Borsdorf.
Die Linien 173, 175 und 176 verbinden die Stadt Taucha (Landkreis Nordsachsen) mit der Gemeinde Borsdorf, Leipzig-Hohenheida sowie Leipzig-Sommerfeld. Alle drei Linien nehmen innerhalb der Stadt Taucha Stadtverkehrsaufgaben wahr, hierzu verkehren die Linien 173 und 175 über den Tauchaer Markt. Sie treffen an den Haltestellen Taucha, Klebendorfer Straße und Taucha, Lindnerstraße zusammen; hier halten auch die Straßenbahnlinie 3 (Endstelle Taucha, An der Bürgerruhe) sowie die Linie 81. Die Linie 173 verkehrt als schneller Zu- und Abbringer zwischen Taucha und Borsdorf über den Tauchaer Ortsteil Plösitz. Am Bahnhof Borsdorf ist sie auf die S-Bahn, den RE50 und die RB110 ausgerichtet. Die Linie 175 verkehrt zwischen Taucha und Borsdorf über die Wachbergsiedlung im Tauchaer Ortsteil Dewitz sowie durch die Orte Sehlis und zeitweilig Cunnersdorf. Zwischen Panitzsch, Schule und Borsdorf S-Bf. verkehrt sie parallel mit der Linie 173 und ab Borsdorf über die Bundesstraße 6 nach Sommerfeld. Die Linie 176 verbindet die Kernstadt Taucha, die Tauchaer Ortsteile Seegeritz und Merkwitz sowie Hohenheida und verkehrt im Schülerverkehr zusätzlich über den Leipziger Stadtteil Gottscheina. Die Linien 173, 175 und 176 verkehren nur montags bis freitags mit Betriebsschluss am zeitigen Abend. Die Linie 173 berührt dabei als einzige Linie der Leobus GmbH die Stadt Leipzig nicht. Die Linien 143 und 172–176 sind stark auf den Schülerverkehr ausgerichtet und fahrplanmäßig über mehrere Linienwechsel eng miteinander verwoben.

## Bedarfsverkehr

### Flexa
Seit dem 13. Oktober 2019 wird ein Ridepooling-System angeboten. Unter dem Namen Flexa fahren vier Kleinbusse mit je sechs Sitzplätzen durch ein Bediengebiet, das im Wesentlichen die Stadtteile Lindenthal (mit Breitenfeld) und Wiederitzsch umfasst und an den Verknüpfungspunkten zur S-Bahn und Straßenbahn endet. Zusätzlich zu den bestehenden Haltestellen gibt es 91 virtuelle Haltestellen. Die Verbindungsauskunft ins gesamte MDV-Gebiet sowie die Buchung der Fahrt sind per App und telefonisch möglich. Das System wurde in Zusammenarbeit mit dem Max-Planck-Institut für Dynamik und Selbstorganisation entwickelt. Montags bis freitags steht Flexa 5–24 Uhr zur Verfügung, an Sonnabenden ab 6 Uhr, an Sonn- und Feiertagen ab 8 Uhr. Es gilt der MDV-Tarif ohne Zuschläge. Zum 24. August 2020 wurde das Bediengebiet um das Einkaufszentrum Sachsenpark und den Ort Seehausen erweitert. Im Januar 2021 kam es nach einer Neuausschreibung zu einem Wechsel des Kooperationspartners für den Betrieb. Die CleverShuttle Leipzig GmbH löste die Taxizentrale 4884 ab. Zudem werden statt den Mercedes-Benz Vito nun Elektrofahrzeuge des Typs LEVC TX („London Cab“) eingesetzt.
Da das Pilotprojekt erfolgreich verlief, wurde zum 1. April 2021 in den Stadtteilen Holzhausen, Probstheida und Meusdorf ein zweites Bediengebiet eingerichtet, das als Flexa Südost bezeichnet wird, während das bisherige Gebiet zur Unterscheidung nun Flexa Nord genannt wird. Es werden 114 Haltestellen bedient, darunter 95 rein virtuelle.
Seit dem 1. November 2022 wird Flexa auch in den Stadtteilen Knautkleeberg-Knauthain und Hartmannsdorf-Knautnaundorf (Flexa Südwest) sowie Leutzsch angeboten. Im Unterschied zu den bisherigen Bediengebieten wird dort das Linienbusangebot der Linien 63 teilweise und 67 komplett ersetzt. So entfielen die Fahrten an den Wochenenden sowie das Anruflinientaxi, ab dem 26. November verkehren Busse nur noch im Schülerverkehr.

### AnrufLinienTaxi (ALITA)
Im Netz der Leobus werden einzelne Linien(abschnitte) auch durch ein Anruflinientaxi (ALITA) bedient. Die ALITA-Fahrzeuge verkehren nur innerhalb der Städte Leipzig und Taucha. Ein ALITA muss mindestens zwanzig Minuten vor der gewünschten Abfahrt bestellt werden.
| Linie      | Verlauf | Einsatzzeit |
| ---------- | --- | --- |
| ALITA 073  | Baalsdorf, Kirchweg – Zaucheweg – Kleinpösna – Hirschfeld – Althen, Freundschaftsring – Althener Anger – Althen, Oertgering – Abzweig Dreiecksiedlung – Sabinenstraße – Sternenstraße – Sommerfeld | täglich zwei Fahrten im Spätverkehr, samstags zwei Fahrten im Frühverkehr, sonntags ganztägig                                                                                         |
| ALITA 082  | Thekla – Neutzscher Straße – An der Pferdnerkabeln – Cleudnerstraße – Wodanstraße – Am langen Teiche – Krätzbergstraße – Portitz, Teichsiedlung | täglich zwei Fahrten nur in dieser Richtung |
| ALITA 083  | Thekla – Neutzscher Straße – Waldemar-Götze-Straße – Teschstraße – Portitzmühlweg – Alte Theklaer Straße – Plaußiger Dorfstraße | täglich im Spätverkehr, im Wochenendverkehr ganztägig |
| ALITA 084  | S-Bf. Messe – Messegelände – Messeverwaltung – BMW Zentralgebäude | samstags fünf Fahrten im Spätverkehr, sonntags ganztägig bis auf drei Fahrtenpaare |
| ALITA 086  | S-Bf. Messe – Messegelände – (Congress Center (→) – Einfahrt, Sachsenpark – Seehausen, Schule – Gut Seehausen – Seehausen, Alte Mühle – Göbschelwitz – Hohenheida, Lindengasse – Hohenheida, Gasthof – Hohenheida, Am Anger) – Gottscheina, Am Ring – Gottscheina, Siedlung                                     | täglich zwei Fahrten im Spätverkehr sowie ganztägig am Wochenende (samstags nur direkt nach Gottscheina, da über Hohenheida ein Bus verkehrt)                                         |
| ALITA 0130 | Angerbrücke, Strbf. – Lindenauer Markt – Queckstraße – Lindenau, Friedhof – Merseburger/Schomburgkstraße – Zur Kaninchenfarm – Rückmarsdorf, Zum Bahnhof – Löwencenter – Rückmarsdorf, Sandberg (– Lindennaundorf, Schmiede – Frankenheim, Hopfenweg – Frankenheim, Friedenseiche – Frankenheim, Gewerbegebiet) | samstags ganztägig bis auf Einzelfahrten im Abendverkehr, sonntags zwischen Angerbrücke, Strbf. und Frankenheim, Gewerbegebiet, aber nicht zwischen Lindenauer Markt und Rückmarsdorf |
| ALITA 0162 | Siedlung Florian Geyer – Raiffeisenstraße – Gärtnerei – Wasserturmweg – Bismarckstraße – Großzschocher, Gerhard-Ellrodt-Straße – Großzschocher, Anton-Zickmantel-Straße – Huttenstraße | bis auf eine Einzelfahrt täglich |

## Nachtverkehr –Nightliner
Im August 1998 wurde ein spezielles Nachtbusnetz eingeführt und damit der Nachtverkehr, welcher bis dahin noch überwiegend mit Straßenbahnzügen abgewickelt wurde, völlig neu geordnet. Zu den leicht merkbaren Zeiten 1.11, 2.22 sowie 3.33 Uhr fahren täglich neun Nightliner ausgehend vom Hauptbahnhof sternförmig durch die Stadt.
Das System erfreute sich so großer Beliebtheit, dass am Wochenende zunächst die Solo- durch Gelenkbusse ersetzt wurden. Später erhielten einige Linien um 1:11 Uhr Verstärkung durch einrückende Straßenbahnzüge, die Linie N9 teilweise durch einen zweiten Bus, der auf verkürzter Route fuhr. Im Dezember 2004 wurde die Buslinie N10 zwischen Hauptbahnhof und Zwenkau eingeführt, welche lediglich in den Nächten zu Wochenenden und Feiertagen verkehrte. Sie sorgte bei den Anschlüssen um 1:11 und 2:22 Uhr für eine Anbindung des Bediengebietes von Leobus im Landkreis Leipzig (insbesondere der Stadt Zwenkau) an die Leipziger Innenstadt. Außerdem konnte sie entlang der Karl-Liebknecht-Straße die hier sehr stark nachgefragte Linie N9 ergänzen. Zum Anschluss 3:33 Uhr verkehrte die Linie N10 nur auf Leipziger Stadtgebiet bis zum Straßenbahnhof Dölitz. Mit der Übergabe des Regionalnetzes zum 13. Dezember 2013 an die PVM wurde die Linie N10 eingestellt und die Fahrten im Abschnitt zwischen Markkleeberg und Zwenkau in den Fahrplan der Linie 100 integriert.
Am 2. April 2006 wurde das Nachtbusangebot deutlich erweitert. Zusätzlich zu den bisherigen Fahrten wurden in den Nächten von Freitag zu Samstag, von Samstag zu Sonntag sowie vor Feiertagen auf den Linien N1 bis N9 zusätzliche Abfahrten 1:45 und 3:00 Uhr ab Hauptbahnhof eingerichtet. Diese Zusatzfahrten werden nur innerhalb der Stadt Leipzig angeboten und enden daher an den Stadtgrenzen; sie werden zusätzlich mit einem E hinter der Liniennummer beschildert. Damit besteht in diesen Nächten nahezu ein 30-Minuten-Takt. Seit dem 11. Dezember 2011 fahren die Busse zum Anschluss 1:45 Uhr auf der normalen Streckenführung, sodass die E-Linien nur noch 3:00 Uhr und nur in landwärtige Richtung fahren.
Seit dem 15. Dezember 2013 verkehrte mit der Linie N10 erstmals nach 15 Jahren wieder eine Straßenbahnlinie im Nachtverkehr. Sie sollte eine Verstärkung für die Nachtbuslinie N9 sein und gleichzeitig die Anbindung der Karl-Liebknecht-Straße während ihrer komplexen Umgestaltung sicherstellen, wenn die Straße für den Busverkehr gesperrt ist.
Am 1. April 2018 wurde mit der Linie N17 eine weitere Straßenbahnnachtlinie eingerichtet. Sie verkehrt täglich zwischen Paunsdorf Nord und Lausen und bedient damit den Ostabschnitt der Taglinie 7 und den Westabschnitt der Linie 1. Seit dem 15. Juli 2024 verkehrt die Linie NXL täglich mit zwei Fahrten vom Hauptbahnhof zum Flughafen Leipzig/Halle und zurück und schließt damit eine nächtliche Taktlücke der S-Bahn Mitteldeutschland. Diese Linie bedient auch einige Haltestellen im Leipziger Nordwesten. Damit verkehren täglich zehn Nachtbus- und eine Nachtstraßenbahnlinie, je eine weitere Bus- und Straßenbahnlinie werden zusätzlich in den Wochenendnächten eingesetzt.
Die Nightliner werden intern als Linien 401 bis 409 (also: N1 = 401 usw., NXL = 490) bezeichnet. Außerdem verkehren von den Straßenbahnhöfen Paunsdorf und Angerbrücke Busse als E-Wagen zum Hauptbahnhof-Anschluss 1:11 Uhr; diese Fahrten werden intern als Linie 315 (Angerbrücke) und 307 (Paunsdorf) bezeichnet. Sie dienen der Fahrzeugzuführung zum Sammelanschluss und übernehmen gleichzeitig die Weiterbeförderung der Fahrgäste der einrückenden Straßenbahnzüge.
| Linie | Verlauf | Haltestellen | Fahrzeit  | Takt                         |
| ----- | --- | ------------ | --------- | ---------------------------- |
|       | Hauptbahnhof → Goerdelerring → Leibnizstr. → Waldplatz → Sportforum Süd → Angerbrücke, Strbf. → Felsenkeller → Karl-Heine-/Merseburger Str. → Karl-Heine-/Gießerstr. → Zollschuppenstr. → Naumburger Str. → Markranstädter Str. → Adler → Schwartzestr. → Kleinzschocher, Kötzschauer Str. → Kloßstr. → Bismarckstr. → Großzschocher, Gerhard-Ellrodt-Str. → Wasserwerk Windorf → Knauthain, Seumestr. → Albersdorfer Str. → Fortunabadstr. → Knautkleeberg (N1E) → Knauthain, Schönbergstr. → Knauthain, Am Weiher → Hartmannsdorf, Gasthof → Hartmannsdorf, Erikenstr. → Hartmannsdorf, Azaleenstr. → Am Klucksgraben → Thomas-Müntzer-Siedlung → Knautkleeberg → Fortunabadstr. → Albersdorfer Str. → Knauthain, Seumestr. → Wasserwerk Windorf → Huttenstr. → Kunzestr. → Arthur-Nagel-Str. → Kleinzschocher, Kötzschauer Str. → Schwartzestr. → Adler → Markranstädter Str. → Naumburger Str. → Zollschuppenstr. → Karl-Heine-/Gießerstr. → Karl-Heine-/Merseburger Str. → Felsenkeller → Angerbrücke, Strbf. → Sportforum Süd → Waldplatz → Leibnizstr. → Goerdelerring → Hauptbahnhof | 53           | 60 min    | Mo–Fr: 71 min Sa/So: ~36 min |
|       | Hauptbahnhof – Goerdelerring – Leibnizstr. – Waldplatz – Sportforum Süd – Angerbrücke, Strbf. – Lindenauer Markt – Lützner/Merseburger Str. – Henriettenstr. – Lindenau, Bushof – Credéstr. – Saarländer Str. – Grünauer Allee – Parkallee – Schönauer Ring – Am Kirschberg – Kiewer Str. ← Plovdiver Str. → Am kleinen Feld (N2E) – Straße am See – Großmiltitzer Str. – Geschwister-Scholl-Str. – Miltitz, Friedhof – Markranstädt, Ostsiedlung – Am Anger – An der Schachtbahn – Robert-Koch-Str. – Markranstädt, Schkeuditzer Str. | 27           | 28/29 min | Mo–Fr: 71 min Sa/So: ~36 min |
|       | Hauptbahnhof – Goerdelerring – Thomaskirche – Neues Rathaus – Westplatz – Waldplatz – Sportforum Süd – Angerbrücke, Strbf. – Lindenauer Markt – Georg-Schwarz-/Merseburger Str. – Wielandstr. – Diakonissenhaus – Rathaus Leutzsch – Pfingstweide – Philipp-Reis-Str. – S-Bf. Leutzsch – Barnecker Str. – Südstr. – Ludwig-Jahn-Str. – Forstweg – Böhlitz-Ehrenberg, Burghausener Str. – Gundorf, Friedhof – Burghausen – Miltitzer Str. – Löwen Center → Großer Marktweg → Rückmarsdorf, Einkaufspassage | 25/27        | 28/29 min | Mo–Fr: 71 min Sa/So: ~36 min |
|       | Hauptbahnhof – Goerdelerring – Leibnizstr. – Waldplatz – Feuerbachstr. – Am Mückenschlösschen – Stallbaumstr. – Menckestr. → Georg-Schumann-/Lützowstr. – Georg-Schumann-/Lindenthaler Str. – Wiederitzscher Str. – S-Bf. Möckern – Dantestr. – Möckernscher Markt – Annaberger Str. – Am Viadukt – Wahren – Pittlerstr. – Stahmeln – Stahmelner Allee – Lützschena – Freirodaer Weg – Hänichen, Bismarckturm (N4E) – Modelwitz – Schkeuditz, Gartenstadt – Schkeuditz, Paetzstr. – Schkeuditz, Altscherbitz – Schkeuditz, Rathausplatz | 27/28        | 30 min    | Mo–Fr: 71 min Sa/So: ~36 min |
|       | Hauptbahnhof → Goerdelering → Lortzingstr. → Zoo → Nordplatz → Chausseehaus → Delitzscher/Theresienstr. → Theresienstr. → Eutritzscher Zentrum → Kleiststr. → Virchow-/Coppistr. → Michael-Kazmierczak-Str. → S-Bf. Coppiplatz → Viertelsweg → Landsberger/Max-Liebermann-Str. → Bremer Str. → Franz-Mehring-Str. → Gohlis-Nord, Virchowstr. → Delitzscher/Essener Str. → Hornbach Baumarkt → Klinikum St. Georg → Dachauer Str. → Wiederitzsch, Bürgerbüro → Wiederitzscher Landstr. (N5E) → Lindenthal, An der Windmühle → Zur Lindenhöhe → An der Schule → Lindenthal, Gemeindeamt → Sophienstr. → Rudolf-Breitscheid-Str. → Wilhelm-Pfennig-Str. → Wilhelmstr. → S-Bf. Wahren → Wahren → Am Viadukt → Annaberger Str. → Möckernscher Markt → S-Bf. Slevogtstraße → Sternsiedlung Nord → Olbrichtstr. → Landsberger/Max-Liebermann-Str. → Viertelsweg → S-Bf. Coppiplatz → Michael-Kazmierczak-Str. → Virchow-/Coppistr. → Kleiststr. → Eutritzscher Zentrum → Wilhelminenstr. → Chausseehaus → Nordplatz → Zoo → Lortzingstr. → Goerdelerring → Hauptbahnhof | 54           | 57 min    | Mo–Fr: 71 min Sa/So: ~36 min |
|       | Hauptbahnhof → Hofmeisterstr. → Friedrich-List-Platz → Einertstr. → Herrmann-Liebmann-/Eisenbahnstr. → Stannebeinplatz → Stöckelstr. → Löbauer Str. → Ossietzky-/Gorkistr. → Rathaus Schönefeld → Schönefeld, Volbedingstr. → Mockauer/Volbedingstr. → Friedrichshafner Str. → Leonhardtstr. → Essener-/Friedrichshafner Str. → Mockau, Post → Komarowstr. → Simon-Bolivar-Str. → Thekla, Tauchaer Str. → Neutzscher Str. (N6E) → An den Pferdnerkabeln → Cleudner Str. → Wodanstr. → Am langen Teiche → Krätzbergstr. → Melker Weg → Taucha, Am Obstgut → Matthias-Erzberger-Str. → Taucha, An der Bürgerruhe → Freiligrathstr. → Theodor-Körner-Str. → Taucha, Otto-Schmidt-Str. → Portitzer Allee, S-Bf. Heiterblick → Heiterblick, Teslastr. → Arcus Park → Hohentichelnstr. → Bautzner Str. → Bautzner/Bästleinstr. → Braun-/Bautzner Str. → Schönefeld-Ost, Verbundnetz Gas AG → Stöhrer-/Braunstr. → Abtnaundorf → Heiterblickstr. → S-Bf. Thekla → Lidicestr. → Thekla, Tauchaer Str. → Simon-Bolivar-Str. → Komarowstr. → Mockau, Post → Essener-/Friedrichshafner Str. → Leonhardtstr. → Friedrichshafner Str. → Mockauer/Volbedingstr. → Schönefeld, Volbedingstr. → Rathaus Schönefeld → Ossietzky-/Gorkistr. → Löbauer Str. → Stöckelstr. → Stannebeinplatz → Herrmann-Liebmann-/Eisenbahnstr. → Einertstr. → Friedrich-List-Platz → Hofmeisterstr. → Hauptbahnhof | 63           | 62 min    | Mo–Fr: 71 min Sa/So: ~36 min |
|       | Hauptbahnhof – Hofmeisterstr. – Friedrich-List-Platz – Elsastr. – Reudnitz, Koehlerstr. – Breite Str. – Martinstr. – S-Bf. Anger-Crottendorf – Ostfriedhof – Pommernstr. – Dr.-Wilhelm-Külz-Str. – Anemonenweg – Mölkau, Gemeindeamt – An den Platanen – Schulstr. – Gottschalkstr. – Bf. Mölkau – Lintacher Str. – Brandiser Str. – Baalsdorfer Str. – Engelsdorf, Gymnasium – Arthur-Winkler-Str. – Opalstr. – Sommerfeld – Schongauerstr. – Güterbahnhofstr. – Paunsdorf, Strbf. | 27           | 27/28 min | Mo–Fr: 71 min Sa/So: ~36 min |
|       | Hauptbahnhof → Augustusplatz → Roßplatz → Härtelstr. → Bayerischer Bahnhof → Johannisallee → Liebigstr. → Ostplatz → Schulze-Boysen-Str. → Riebeck-/Oststr. → Riebeck-/Stötteritzer Str. → Technisches Rathaus → Altes Messegelände → S-Bf. Stötteritz → Breslauer Str. → Weißestr. → Rathaus Stötteritz → Kolmstr. → Schwimmhalle Südost → Kommandant-Prendel-Allee → Südfriedhof → Prager-/Russenstr. → Probstheida → Franzosenallee → Roseggerstr. → Meusdorf (N8E) → Monarchenhügel → An der Brauerei → Liebertwolkwitzer Markt → Roßstr. → Colmbergsiedlung → Walter-Heise-Str. → Bf. Holzhausen → Arthur-Polenz-Str. → Mölkauer Str. → Siedlung Waldfrieden → Stötteritz, Holzhäuser Str. → Kolmstr. → Rathaus Stötteritz → Weißestr. → Breslauer Str. → S-Bf. Stötteritz → Altes Messegelände → Technisches Rathaus → Riebeck-/Stötteritzer Str. → Riebeck-/Oststr. → Schulze-Boysen-Str. → Ostplatz → Liebigstr. → Johannisallee → Bayerischer Bahnhof → Härtelstr. → Roßplatz → Augustusplatz → Hauptbahnhof | 55           | 59 min    | Mo–Fr: 71 min Sa/So: ~36 min |
|       | Hauptbahnhof → Augustusplatz → Wilhelm-Leuschner-Platz → Münzgasse, LVZ → Hohe Str. → Südplatz → Karl-Liebknecht-/Kurt-Eisner-Str. → Kurt-Eisner-/Arthur-Hoffmann-Str. → Steinplatz → Arthur-Hoffmann-/Richard-Lehmann-Str. → Richard-Lehmann-Str., HTWK → Connewitzer Kreuz → Mathildenstr. → Leopoldstr. → S-Bf. Connewitz → Hildebrandstr. → Triftweg → An der Märchenwiese → Moritz-Hof → Lößnig → Dankwartstr. → Dürrstr. → Raschwitzer Str. → Friederikenstr. → Leinestr. → Dölitz, Strbf. (N9E) → Markkleeberg, Virchowstr. → Markkleeberg-Ost, Schillerplatz → Markkleeberg, Auenplatz → Markkleeberg, Seenallee → Markkleeberg, Schulstr. → Markkleeberg, S-Bf. → Markkleeberg, Ring → Markkleeberg-West → Markkleeberg, Gautzscher Platz → Markkleeberg, Sonnesiedlung → Markkleeberg, Forsthaus Raschwitz → Wildpark → Koburger Brücke → Leopoldstr. → Mathildenstr. → Connewitzer Kreuz → Richard-Lehmann-Str., HTWK → Arthur-Hoffmann-/Richard-Lehmann-Str. → Steinplatz → Kurt-Eisner-/Arthur-Hoffmann-Str. → Karl-Liebknecht-/Kurt-Eisner-Str. → Südplatz → Hohe Str. → Münzgasse, LVZ → Wilhelm-Leuschner-Platz → Augustusplatz → Hauptbahnhof | 54           | 61 min    | Mo–Fr: 71 min Sa/So: ~36 min |
|       | Lindenau, Bushof – S-Bf. Plagwitz – Karl-Heine-/Gießerstr. – Karl-Heine-/Merseburger Str. – Felsenkeller – Elster Passage – Markranstädter Str. – Adler – Rödelstr. – Rochlitzstr. – Nonnenweg → Rennbahn – Fockestr. – Karl-Liebknecht-/Kurt-Eisner-Str. – Kurt-Eisner-/Arthur-Hoffmann-Str. – Körnerstr. – Bayerischer Bahnhof – Johannisallee – Liebigstr. – Ostplatz – Schulze-Boysen-Str. – Riebeck-/Oststr. – Holsteinstr. – Lipsiusstr. | 23/24        | 28 min    | Sa/So: 71 min                |
|       | Hauptbahnhof – Dessauer Str. – Theresienstr. – Eutritzscher Zentrum – Kleiststr. – Virchow-/Coppistr. – Michael-Kazmierczak-Str. – S-Bf. Coppiplatz – G.-Schumann-/Lindenthaler Str. – Wiederitzscher Str. – S-Bf. Möckern – Dantestr. – Möckernscher Markt – S-Bf. Slevogtstr. – Sternsiedlung Nord – Lindenthal, An der Windmühle ← An der Hufschmiede – GVZ Nord, T & S – GVZ Nord, Porschestr. – GVZ Nord, Deutsche Post AG – Flughafen Leipzig/Halle | 20/21        | 36/35 min | zwei Fahrten                 |

## Buslinien anderer Verkehrsunternehmen
In das Gebiet der Stadt Leipzig hinein verkehren auch einige Regionalbuslinien anderer Verkehrsunternehmen des MDV, die teilweise zuvor ebenfalls von der Leobus GmbH betrieben wurden und daher keinen sauber von den Leobus-Linien getrennten Nummernblock aufweisen.
Eine Sonderrolle spielt die Linie 107. Sie entstand erst 1956 als Ersatz für die vom Braunkohletagebau Zwenkau zwischen Gaschwitz und Zwenkau unterbrochene Bahnstrecke Gaschwitz–Meuselwitz als Obuslinie C Connewitz, Kreuz–Zwenkau über Markkleeberg West, später der Leipziger Arthur-Hoffmann-Straße. Deshalb wurden auf dieser Linie Ermäßigungen des Deutschen Eisenbahn-Personentarifes anerkannt, obwohl sie zum LVB-Netz gehörte. 1972 wurde durch den fortschreitenden Abbau in der Grube Zwenkau auch die Fernverkehrsstraße 2 und damit die Obusstrecke unterbrochen. Die erforderliche Umleitung führt bis heute über Zöbigker, Gaschwitz und Großdeuben. Zur Elektrifizierung dieser deutlich längeren Strecke konnte man sich in den 1970er Jahren nicht entschließen. Die Linie wurde vom Kraftverkehr Leipzig übernommen, sie erhielt die Liniennummer S-107.
Die Linie 1 ist eine Sonderlinie. Sie verkehrt als Einkaufslinie zwischen der Straßenbahnendstelle Meusdorf und dem Pösna-Park in Großpösna und damit parallel zur Linie 75. Die Beförderung ist unentgeltlich, die Leistung wird im Auftrag des Pösna-Parkes erbracht. Aus diesem Grund bedient die Linie 1 in Richtung Pösna-Park die Haltestellen nur zum Einsteigen, in Richtung Meusdorf nur zum Aussteigen. Diese Linie wird nur donnerstags, freitags und an verkaufsoffenen Sonntagen betrieben.
| Linie | Verlauf | Haltestellen | Verkehrstage                     | Verkehrsunternehmen                        |
| ----- | --- | ------------ | -------------------------------- | ------------------------------------------ |
| 106   | Großstädteln S-Bf. – Zöbigker, Holunderweg – Markkleeberg, S-Bf. – Markkleeberg-Ost, Schillerplatz – Wachau, Crostewitzer Str. – Probstheida / – Auenhain, Kanupark | 26/24        | täglich                          | Regionalbus Leipzig GmbH                   |
| 107   | (PlusBus <+>) Leipzig, Connewitzer Kreuz – Koburger Brücke – Wildpark – Markkleeberg, Forsthaus Raschwitz – S-Bf. Markkleeberg – Markkleeberg-West – Großstädteln Bf. – Gaschwitz Bf. – Großdeuben Bf. – Zwenkau, Hafen | 31           | täglich                          | Regionalbus Leipzig GmbH                   |
| 120   | (Knauthain, Seumestraße –) Knautkleeberg – Thomas-Müntzer-Siedlung – Knautnaundorf, Rundkapellenweg – Kitzen – Thesau – Sittel – Werben – Seegel – Scheidens – Löben – Zitzschen – Großdalzig – Tellschütz – Kleindalzig – Zwenkau, Bushof – Zwenkau, Pestalozzistraße | 33/34        | täglich                          | Regionalbus Leipzig GmbH                   |
| 141   | (PlusBus <+>) Probstheida, Buswendestelle – Schwarzenbergweg – Wachau, Atlanta Hotel – Auenhain, Kanupark – Güldengossa – Störmthal – Oelzschau – Kleinpötzschau – Großpötzschau – Dreiskau – Muckern (– Störmthaler See) – Espenhain – Gestewitz – Eula – Kesselshain – Borna Bf. | 32           | täglich                          | Regionalbus Leipzig GmbH                   |
| 161   | (TaktBus) Leipzig Lausen, Buswendestelle – Göhrenz – Kulkwitz – Gärnitz – Seebenisch – Schkeitbar – Räpitz – Schkölen – Thronitz – Döhlen – Quewitz – Markranstädt | 30           | montags – samstags               | Regionalbus Leipzig GmbH                   |
| 190   | (PlusBus <+>) Leipzig, Möckernscher Markt – Leipzig, S-Bf Slevogtstraße – Radefeld, Friedhof – Glesien – Wiedemar – Sietzsch – Lohnsdorf – Gollma – Landsberg, Markt – Landsberg Bahnhof | 20           | täglich                          | Nordsachsen Mobil                          |
| 196   | (PlusBus <+>) Leipzig Hbf, Ostseite – Messeverwaltung – Leipzig, Messegelände – Leipzig, Gewerbegebiet Podelwitz – Podelwitz – Hohenossig – Pröttitz – Krostitz – Lehelitz – Krensitz – Gollmenz – Lindenhayn – Wellaune – Bad Düben, Heide Spa | 25/26        | täglich                          | Nordsachsen Mobil                          |
| 197   | (Leipzig Hbf, Ostseite –) Leipzig, Sommerfeld → Leipzig, Sternenstraße / ← Paunsdorf-Nord – S-Bf. Taucha – Taucha, Markt – Taucha, Schwarzer Berg – Gordemitz – Jesewitz – Bötzen – Wölpern – Eilenburg Bahnhof – Eilenburg, → Gabelweg / ← Rosa-Luxemburg-Str. | 24/28        | montags – samstags               | Nordsachsen Mobil                          |
| 207   | (PlusBus <+>) Delitzsch, unterer Bahnhof – Döbernitz – Zschepen – Selben – Zschortau – Brodenaundorf – Lemsel – Wolteritz – Hayna – Radefeld – Leipzig, GVZ Nord – Schkeuditz – Papitz, Martin-Niemöller-Str. | 28/29        | täglich                          | Nordsachsen Mobil                          |
| 412   | Leipzig Hbf, Ostseite – Roßplatz – Bayerischer Bahnhof – Kurt-Eisner-/Arthur-Hoffmann-Str. – Connewitzer Kreuz – Leipzig, Koburger Brücke – Zwenkau – Löbschütz – Rüssen – Kobschütz – Audigast – Schnaudertrebnitz – Groitzsch – Großprießligk – Cöllnitz – Großstolpen – Droßkau – Oellschütz – Hohendorf – Berndorf – Lucka, Busplatz (– Breitenhain – Meuselwitz – Bünauroda – Meuselwitz – Kriebitzsch – Zechau – Rositz – Lödla – Altenburg, Bahnhof) | 50           | montags – freitags               | THÜSAC Personennahverkehrsgesellschaft mbH |
| 690   | (PlusBus <+>) Leipzig Hbf, Ostseite – Johannisplatz – Ostplatz – Altes Messegelände – Leipzig, Südfriedhof – Leipzig-Probstheida – Leipzig-Meusdorf – Meusdorf, Monarchenhügel – Leipzig-Liebertwolkwitz, Schwarzes Ross – Liebertwolkwitz, Störmthaler Str. – Großpösna, Damaschkestraße – Großpösna, Pflaumenallee – Threna – Köhra – Pomßen – Grethen – Grimma, Nicolaiplatz                                                                             | 26           | täglich                          | Regionalbus Leipzig GmbH                   |
| 691   | Leipzig, Sommerfeld – Abzweig Dreiecksiedlung – Straße nach Alten – Borsdorf – Gerichshain – Machern – Deuben – Bennewitz – Wurzen, Friedrich-Ebert-Straße/Schule | 16           | montags – samstags               | Regionalbus Leipzig GmbH                   |
| X5    | Leipzig, Lindenau Bushof – Grünauer Allee – Leipzig, Saturnstraße – Rückmarsdorf – Dölzig – S-Bf. Schkeuditz – S-Bf. Schkeuditz West | 20           | täglich                          | Nordsachsen Mobil                          |
| E1    | (Einkaufslinie – unentgeltliche Beförderung im Auftrag des GLOBUS) Markkleeberg – Connewitz – Lößnig – Dölitz – GLOBUS Wachau | 15           | mittwochs                        | Regionalbus Leipzig GmbH                   |
| E2    | (Einkaufslinie – unentgeltliche Beförderung im Auftrag des GLOBUS) GLOBUS Wachau – Liebertwolkwitz – Zuckelhausen – Stötteritz – Probstheida – GLOBUS Wachau | 12           | mittwochs                        | Regionalbus Leipzig GmbH                   |
| PP1   | (Einkaufslinie – unentgeltliche Beförderung im Auftrag des Pösna-Parks) Meusdorf – Liebertwolkwitz – Pösna Park | 12           | dienstags, donnerstags, freitags | Regionalbus Leipzig GmbH                   |

(Stand 15. Dezember 2024)

## Fahrzeuge
Für den Linienverkehr standen Anfang 2025 insgesamt 194 Busse zur Verfügung, die sich wie folgt verteilen:
- 41 Normalbusse Solaris Urbino 12 IV Facelift
- 45 Gelenkbusse Solaris Urbino 18 III
- 25 Gelenkbusse Solaris Urbino 18 IV
- 41 Gelenkbusse Solaris Urbino 18 IV Facelift
- 4 Gelenkbusse Solaris Urbino 18 IV Facelift 3-Türer (vornehmlich für den Regionalverkehr, ausgestattet mit Klimaanlage und Überlandbestuhlung)
- 21 Elektro-Normalbusse VDL Citea SLF-120 Electric
- 17 Elektro-Gelenkbusse VDL Citea SLF-180 Electric

Zusätzlich befindet sich eine wechselnde Anzahl an gebraucht übernommenen Leihbussen im Bestand, die in erster Linie Schienenersatzverkehre im Straßenbahnbereich übernehmen.
Die Gelenkbusse bedienen die Linien 60, 65, 70, 72, 73, 80, 84, 90, 91 und 131 komplett oder zumindest zu großen Teilen und kommen zudem auf einigen Kursen anderer Linien zum Einsatz, auf denen der Schüler- und Berufsverkehr größere Fahrzeuge erfordert. Normalbusse werden in erster Linie auf den Linien 61, 62, 63, 71, 74, 75, 76, 79, 81, 82, 84, 85, 86, 87, 88, 89, 108, 130, 143 und 172–176 sowie an Sonntagen auch auf anderen Linien eingesetzt. Mini- und Midibusse sind seit Ende 2022 nicht mehr im Betriebsbestand, nachdem alle in Frage kommenden Linien entweder eingestellt oder an Subunternehmer vergeben wurden. Die Elektrobusse kommen planmäßig auf den Linien 60, 72, 74, 76 und 89 zum Einsatz. Insgesamt werden momentan die Linien 61, 62, 66, 77, 83, 87, 88, 91, 143, 172, 173, 175 und 176 von Subunternehmern mit eigenen Fahrzeugen bedient.

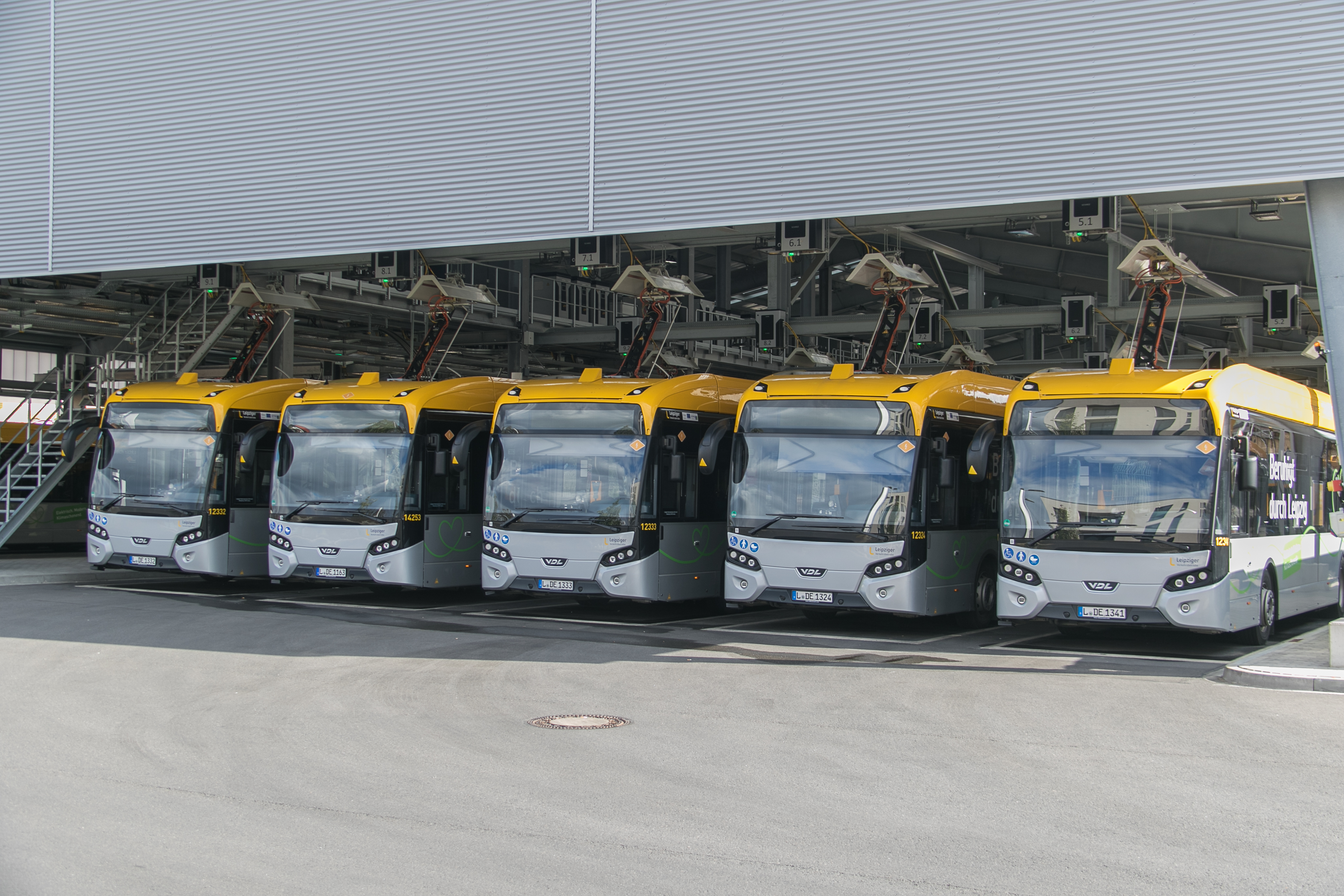
VDL Citea Elektrobusse an der Ladestation im Bushof Lindenau (2023)

Seit Mai 2021 kommen die ersten Elektrobusse des Typs VDL Citea SLF-120 Electric bevorzugt auf den Linien 74, 76 und 89 zum Einsatz. Der Antrieb der Elektro-Busse hat eine Leistung von 160 Kilowatt, der NMC-Akkumulator hat eine Kapazität von 216 Kilowattstunden. Seit Anfang 2023 sind auch 17 längere VDL Citea SLF 180 Electric-Gelenkbusse unter anderem auf der Linie 60 unterwegs. Die Antriebsleistung beträgt 210 kW und der LFP-Akkumulator hat eine Kapazität von 420 kWh. Im August 2025 wurde die Bestellung weiterer 40 Elektrobusse vom Typ Solaris Urbino 18 electric bekanntgegeben. 15 davon sollen zum Fahrplanwechsel im November 2026 in Betrieb gehen, weitere 25 Mitte 2027 angeliefert werden.

## Geschichte
Bereits von 1913 bis 1914 gab es Linienverkehr mit Doppelstock-Omnibussen in Leipzig. Auf fünf Linien verkehrten die Busse der Leipziger Allgemeinen Kraftomnibus AG. Anlässlich des Ausbruchs des Ersten Weltkriegs mussten die Fahrzeuge jedoch an die Heeresverwaltung abgeliefert werden. Am 12. August 1914 endete so der erste Busbetrieb der Stadt. Die städtische Große Leipziger Straßenbahn AG, die auch die Straßenbahnlinien betrieb, begann am 27. Februar 1925 einen eigenen Busbetrieb, zunächst mit Zubringerlinien aus den umliegenden Orten Dösen, Lindenthal und Markranstädt zur Straßenbahn. Eine zunächst als Linie 25, später als Linie A bezeichnete Buslinie führte ab dem 15. Juli 1927 von den Meyerschen Häusern in Kleinzschocher (Nähe Hermann-Meyer-Straße) über Adler, Schleußiger Weg, Bayrische Straße zum Hauptbahnhof. Ende des Jahres wurde sie zur Kronprinz-/Bayrische Straße (heute Kurt-Eisner-/Arthur-Hoffmann-Straße) verkürzt. Sie wurde zur fahrgaststärksten Linie des Netzes und ist dies noch heute als Teil der Linien 60 und 74. Am 7. Oktober 1928 bestanden folgende Omnibuslinien:
| Linie | Linienführung | Bemerkungen                                                                                               |
| ----- | --- | --- |
| 01    | Eutritzscher Markt – Dübener Landstraße – Flughafen                                                                | nur sonntags bei Bedarf                                                                                   |
| 03    | Probstheida, Strbf. – Heilanstalt Dösen                                                                            | nur an Besuchstagen der Heilanstalt bei Bedarf                                                            |
| 04    | Probstheida, Strbf. – Meusdorf                                                                                     | nur samstags und sonntags bei Bedarf (die Straßenbahn nach Meusdorf wurde erst im Dezember 1928 eröffnet) |
| 05    | Rathaus Wahren – Auensee/Lunapark                                                                                  | nur samstags und sonntags bei Bedarf                                                                      |
| 06    | Rathaus Wahren – Bf. Wahren – Hauptstraße – Lindenthal, Rathaus                                                    | |
| 07    | Probstheida, Strbf. – Meusdorf – Liebertwolkwitz, Schwarzes Roß                                                    | |
| 08    | Lindenau, Radiusstraße – Schönau – Groß-Miltitz – Markranstädt, Rathaus                                            | |
| 25    | Würzburger Straße – Ratzelstraße – Diezmannstraße – Antonienstraße – Schleußiger Weg – Kronprinz-/Bayersche Straße | im Berufsverkehr alle vier Minuten!                                                                       |

Außerdem standen Regionalbuslinien über Rückmarsdorf nach Merseburg, über Gautzsch, Zwenkau und Pegau nach Groitzsch, von Großzschocher über Knauthain, Hartmannsdorf und Eythra nach Zwenkau, von Probstheida über Dösen, Wachau und Göhren nach Gruna, von Markranstädt über Kulkwitz, Knautnaundorf und Eythra nach Zwenkau, sowie einmal täglich von Leipzig über Borna nach Chemnitz zur Verfügung.
Die städtischen Buslinien wurden ab Ende 1928 mit Buchstaben bezeichnet. Ab dem 29. Juli 1938 verkehrten auf der Linie A Oberleitungsbusse. Der Fahrplan vom 1. Juni 1939 sah folgende Buslinien vor:
| Linie | Verkehrsmittel | Linienführung | Bemerkungen                                  |
| ----- | -------------- | --- | -------------------------------------------- |
| A     | O-Bus          | Kleinzschocher, Antonien-/Dieskaustraße – Schleußiger Weg – Kronprinzenstraße – Südvorstadt, Bayrische/Kronprinzenstraße                            |                                              |
| C     | Omnibus        | Eutritzscher Markt – Dübner Landstraße – Flughafen – Seehausener Straße (Eingang Werksanlagen)                                                      |                                              |
| D     | Omnibus        | Probstheida, Strbf. – Dösen, Heilanstalt | nur mittwochs und samstags                   |
| F     | Omnibus        | Wahren, Rathaus – Lindenthal, Wilhelmstraße – Gohlis, Kasernen                                                                                      |                                              |
| G     | Omnibus        | Lindenau, Radiusstraße – Schönau, Kaserne – Miltitz, Dorf – Markranstädt, Markt (– Quesitz, Gasthof – Lützen, Markt)                                |                                              |
| H     | Omnibus        | (Probstheida, Nieritzstraße – Zuckelhausen – Holzhausen, Bahnhof –) Stötteritz, Holzhäuser Straße – Holzhausen, Bahnhof – Holzhausen, Kärrnerstraße |                                              |
| L     | Omnibus        | Liebertwolkwitz, Störmthaler Straße – Großpösna – Threna – Köhra – Lindhardt, Mühle                                                                 | nur mittwochs, samstags, sonn- und feiertags |
| L     | Omnibus        | Liebertwolkwitz, Störmthaler Straße – Störmthal, Gasthof                                                                                            | nur mittwochs, samstags, sonn- und feiertags |
| M     | Omnibus        | Anger-Crottendorf, Weißenburgstraße – Mölkau – Bf. Mölkau (– Baalsdorf, Zum Alten Fritz)                                                            |                                              |
| N     | Omnibus        | Friedhof Möckern/Wiederitzscher Weg – Wehrwirtschaftsstelle – Gohlis, Landsberger Straße                                                            |                                              |
| P     | Omnibus        | Thekla, Tauchaer Straße – Siedlung Klein-Erla – Portitz, Krätzbergstraße                                                                            |                                              |
| S     | Omnibus        | Gohlis, Lothringer/Landsberger Straße – Chausseehaus – Hauptbahnhof – Peterssteinweg – Connewitzer Kreuz                                            | Schnellbus zur Entlastung der Straßenbahn    |

Mit Ausbruch des Zweiten Weltkrieges nur drei Monate später wurden die Linien D, L, N und S eingestellt und die Linien F auf den Abschnitt Wahren–Lindenthal und H auf den Abschnitt Stötteritz–Holzhausen verkürzt. Andererseits wurden die Wagenfolgen auf den Linien C und P verdichtet, da sich an diesen Strecken Rüstungsbetriebe befanden. Trotz Fahrzeugmangels wurde im März 1941 eine neue Linie N zwischen Straßenbahnhof Möckern und Thekla über die Linienführung der heutigen Linie 80 eingerichtet. Sie verband die Gohliser Kasernen mit den beiden Rüstungsindustrie-Linien C und P, musste aus Treibstoffmangel jedoch im September 1941 eingestellt werden. Kurz darauf wurde die Linie G zwischen Lindenau und Miltitz, Mühle elektrifiziert und zur zweiten O-Bus-Linie des Betriebs. 1943 gab es sogar kurzzeitig durchlaufende Wagen von Miltitz zur Linie A in die Südvorstadt, die anfangs als Linie R verkehrten. Mit Beginn des Bombenkrieges fuhren die Buslinien nur noch im Berufsverkehr. Im April 1945 wurde der Busbetrieb kriegsbedingt eingestellt.
Bereits am 23. Mai 1945 konnte die O-Bus-Linie A teilweise wieder verkehren. Erst ab 1951 wurden wieder fast alle Vorkriegsverbindungen angeboten. Zum 1. Oktober 1953 verkehrten folgende Linien:
| Linie | Verkehrsmittel | Linienführung | Bemerkungen |
| ----- | -------------- | --- | --- |
| A     | O-Bus          | Lindenau, Saalfelder Straße – Bf. Plagwitz – Adler – Schleußiger Weg – Bayrischer Bahnhof – Ostplatz – Lipsiusstraße | |
| B     | O-Bus          | Lindenau, Saalfelder Straße – Schönau, Gasthof – Miltitz, Schulstraße – Miltitz, Bahnhof                             | |
| D     | Omnibus        | Probstheida – Heilanstalt Dösen                                                                                      | nur mittwochs und sonntags zur Besuchszeit nach Bedarf                                                                   |
| G     | O-Bus          | Lindenau, Saalfelder Straße – Schönau, Gasthof – Miltitz, Schulstraße – Markranstädt, Markt                          | |
| H     | Omnibus        | Stötteritz, Holzhäuser Straße – Holzhausen, Sächsisches Haus                                                         | |
| K     | Omnibus        | Markranstädt, Markt – Kulkwitz – Gärnitz                                                                             | |
| K     | Omnibus        | Markranstädt, Markt – Döhlener Weg – Lützen, Markt                                                                   | |
| L     | Omnibus        | Wahren, Rathaus – Rudolf-Breitscheid-Straße – Lindenthal, Gasthof                                                    | |
| M     | Omnibus        | Johannisplatz – Täubchenweg – Anger-Crottendorf – Mölkau, Gasthof (– Engelsdorf, Industriestraße)                    | |
| O     | Omnibus        | Liebertwolkwitz, Störmthaler Straße – Großpösna – Threna – Köhra, Gasthof (– Belgershain)                            | |
| P     | Omnibus        | Thekla, Tauchaer Straße – Wodanstraße – Portitz, Linzer Weg                                                          | |
| S     | Omnibus        | (Hauptbahnhof –) Wiederitzsch – Seehausen (– Göbschelwitz – Hohenheida – Gottscheina)                                | |
| T     | Omnibus        | Taucha – Merkwitz | nur drei Fahrten montags bis samstags                                                                                    |
| W     | Omnibus        | Wahren, Rathaus – Bf. Leutzsch – Böhlitz-Ehrenberg, Schomburgk-/Merseburger Straße                                   | |
| Z     | Omnibus        | Anger-Crottendorf – Mölkau – Bf. Mölkau                                                                              | „Wegen schlechter Straßenbeschaffenheit verkehrt Linie Z vorläufig nur zwischen Anger-Crottendorf und Mölkau (Bahnhof).“ |

Daneben verkehrten Überlandlinien des VEB Kraftverkehr Leipzig nach Merseburg (Linie 968), Zwenkau (Linie 969 von Knautkleeberg, Linie 970 von Connewitz, Kreuz), Borna (Linie 972) und Kitzscher (Linie 973).
Zwischen Leipzig und Zwenkau verkehrte von 1956 bis 1972 eine weitere O-Bus-Linie C, Teil der heutigen Linie 107. In den 1960er und 1970er Jahren wurden einige Straßenbahnstrecken stillgelegt und durch Buslinien ersetzt. Noch bis zum 31. Mai 1975 verkehrten Obusse in Leipzig, zuletzt auf der Linie B nach Markranstädt. Im Lauf der Geschichte waren alle Buchstaben von A bis Z mit Buslinien belegt, jedoch nie gleichzeitig. Die kurzlebigste Linie war die Y, die als Straßenbahnvorlaufbetrieb zwischen Schönau und Miltitz verkehrte, bis die Straßenbahn dorthin eröffnet wurde. Am 5. Oktober 1997 erfolgte die Umzeichnung der Buchstabenlinien auf die Zahlen 54 bis 90 und 163 bis 177. Die Liniennummern 50 bis 59 wurden für Nacht- und Schwachlastlinien verwendet, wobei es darunter Straßenbahn- und Buslinien gab. Die Linien 56, 57 und 58 wurden mit Straßenbahnfahrzeugen bedient. Zu dieser Zeit wurden folgende Linien betrieben:
| Linie                | ehem. Bezeichnung    | Linienführung | Bemerkungen                                                                               | heutige Linie(n)  |
| -------------------- | -------------------- | --- | ----------------------------------------------------------------------------------------- | ----------------- |
| 054                  | 54                   | Taucha, Lindnerstraße / Portitz, Wendeschleife – Krätzbergstraße – (Plaußig – Teschstraße) – Thekla – Mockau, Post – Schönefeld – Stannebeinplatz – Reudnitz – Altes Messegelände – Richard-Lehmann-Straße – Connewitz, Kreuz | nur samstags, sonn- und feiertags sowie wochentags im Früh- und Spätverkehr               | 70, 81, 82, 83    |
| 055                  | 55                   | Lindenau Bushof – Plautstraße – Bf. Leutzsch – Wahren – Slevogtstraße – Gohlis-Nord – Mockau-West – Mockau, Post – Thekla (– Sosaer Straße – Bf. Thekla – Abtnaundorf – Schönefeld, Löbauer Straße) | nur samstags, sonn- und feiertags sowie wochentags im Früh- und Spätverkehr               | 70, 80            |
| 060                  | A                    | Lindenau Bushof – Bf. Plagwitz – Adler – Schleußiger Weg – Bayrischer Platz – Ostplatz – Lipsiusstraße |                                                                                           | 60                |
| 062                  |                      | Knautkleeberg – Thomas-Müntzer-Siedlung – Vereinigte Siedlergemeinde Knautkleeberg | Anruf-Sammeltaxi                                                                          | 63                |
| 065                  | B                    | (Lausener Bogen/Sonnenwinkel –) Lausen – S-Bf. Karlsruher Straße – Miltitz, Dorf – Markranstädt, Schkeuditzer Straße |                                                                                           | 61, 161, 65       |
| 066                  | BS                   | (Lausen – Mannheimer Straße – S-Bf. Stuttgarter Allee –) Schönau, Weißdornstraße – Markranstädt, Schkeuditzer Straße | mit roter Linienbeschilderung, nicht über Miltitz                                         | 65                |
| 067                  | S                    | (Feuerbachstraße/Sportforum – Bundesleistungszentrum – Otto-Schmiedt-Straße – Rathaus Leutzsch – Franz-Flemming-Straße – Plautstraße –) Lindenau Bushof – S-Bf. Stuttgarter Allee – Bf. Großzschocher – Großzschocher, Anton-Zickmantel-Straße (/ Siedlung Florian Geyer) | zur Feuerbachstraße nur im Berufsverkehr                                                  | 65, 67, 80, 162   |
| 072                  | E, M, 52             | (Bf. Plagwitz – Felsenkeller – Fr.-Ebert-/K.-Kollwitz-Straße –) Hauptbahnhof – Kohlgartenstraße – Reudnitz, Strbf. – Anger-Crottendorf – Mölkau – Engelsdorf, Werkstättenstraße – Sommerfeld – Paunsdorf, Straßenbahnhof | nach Plagwitz nur samstags, sonn- und feiertags sowie wochentags im Früh- und Spätverkehr | 72                |
| 073                  | Z, 52                | (Bf. Plagwitz – Felsenkeller – Fr.-Ebert-/K.-Kollwitz-Straße –) Hauptbahnhof – Kohlgartenstraße – Reudnitz, Strbf. – Anger-Crottendorf – Mölkau – Bf. Mölkau – Baalsdorf, Kirchweg (– Engelsdorf – Sommerfeld – Paunsdorf, Straßenbahnhof) | nach Plagwitz nur samstags, sonn- und feiertags sowie wochentags im Früh- und Spätverkehr | 73                |
| 074                  | H                    | Stötteritz, Kregelstraße – Rathaus Stötteritz – Stötteritz, Holzhäuser Straße – Holzhausen – Holzhausen, Sophienhöhe |                                                                                           | 74                |
| 075                  | D                    | Probstheida Bushof – Dösen – Wachau, Gewerbegebiet (– Markkleeberg-Ost – Dölitz, Straßenbahnhof / Markkleeberg-West, Koburger Straße) |                                                                                           | 108               |
| 076                  | X                    | Probstheida Bushof – Zweifelstraße – Strümpellstraße – Herzklinikum |                                                                                           | 76                |
| 080                  | W                    | (Lindenau Bushof – Plautstraße – Bf. Leutzsch –) Wahren, Am Zuckmantel – Slevogtstraße – Gohlis-Nord – Mockau, Post – Thekla | nur montags bis freitags                                                                  | 80                |
| 081                  | P                    | Thekla – Portitz, Krätzbergstraße – Taucha, Lindnerstraße | nur montags bis freitags                                                                  | 81                |
| 082                  | P, T                 | Thekla – Portitz, Wendeschleife (– Plaußig, Ernst-Thälmann-Straße / Plaußig, Gewerbegebiet) (Fahrten zur Ernst-Thälmann-Straße fahren im Wagendurchlauf auf Linie 83 weiter über Teschstraße nach Thekla) | nur montags bis freitags                                                                  | 82                |
| 083                  | T                    | Thekla – Teschstraße – Plaußig, Ernst-Thälmann-Straße (– Plaußig, Gewerbegebiet) (Fahrten zur Ernst-Thälmann-Straße fahren im Wagendurchlauf auf Linie 82 weiter über Portitz nach Thekla) | nur montags bis freitags                                                                  | 83                |
| 084                  | O                    | Mockau-West – Mockau, Post – Thekla – Sosaer Straße – Bf. Thekla – Abtnaundorf – Schönefeld-Ost – (Brahestraße) – Schönefeld, Löbauer Straße | nur montags bis freitags                                                                  | 70, 79            |
| 086                  | F                    | Gohlis-Nord – Zschortauer Straße – Messeverwaltung – Sachsenpark (– Podelwitz, Plattenwerk) |                                                                                           | 85                |
| 087                  | L                    | Wahren – Rudolf-Breitscheid-Straße – Lindenthal, An der Windmühle (– Breitenfeld – Breitenfeld, Gewerbegebiet – Wiederitzsch-Nord – Wiederitzsch, Lindenthaler Straße – Bf. Wiederitzsch –) Lindenthal, An der Windmühle – Rudolf-Breitscheid-Straße – Wahren |                                                                                           | 87, 88, 90        |
| 088                  | L                    | Wahren – Triftsiedlung – Lindenthal, An der Windmühle |                                                                                           | 87, 88            |
| 090                  | N                    | (Möckern, Slevogtstraße –) Georg-Schumann-/Lindenthaler Straße – Coppiplatz – Eutritzsch – Stannebeinplatz – Bautzner Straße – Schwedenstraße – Paunsdorf, Straßenbahnhof |                                                                                           | 77, 90            |
| 163                  | V                    | (Schkeuditz, Krankenhaus – Schkeuditz, Strbf. – Kleinliebenau – Dölzig –) Saalepark – Priesteblich – (Altranstädt – Großlehna) – Markranstädt, Schkeuditzer Straße |                                                                                           | 130, 135, 163     |
| 164                  | V                    | montags bis freitags: Markranstädt, Schkeuditzer Straße – Kulkwitz, Kraftwerk (– Albersdorf) – Gärnitz (– Seebenisch, Bahnhof) – Thronitz – Schkeitbar (– Großschkorlopp – Kitzen, Schule) samstags, sonn- und feiertags: Markranstädt, Schkeuditzer Straße – Kulkwitz, Kraftwerk – Gärnitz – Thronitz – Räpitz – Schkeitbar – Seebenisch – Gärnitz – Kulkwitz, Kraftwerk – Markranstädt, Schkeuditzer Straße |                                                                                           | 61, 161, 164, 165 |
| 165                  | K                    | Markranstädt, Schkeuditzer Straße – Quesitz, Kirche – (Quesitz, Hauptstraße – Döhlen, Ort) – Lützen, Bahnhof |                                                                                           | 165               |
| 166                  | BS, V                | Lausen – Mannheimer Straße – S-Bf. Stuttgarter Allee – Markranstädt – Priesteblich – Saalepark | nur montags bis samstags                                                                  | 65, 163           |
| 171                  | U                    | Meusdorf – Liebertwolkwitz, Störmthaler Straße (– Großpösna, Auensiedlung – Fuchshain – (Sachsenklinik Naunhof) – Fuchshain – Naunhof, Bahnhof (– Klinga)) | Umleitung wegen Sperrung Erdmannshain                                                     | 75                |
| 173                  | J                    | (Borsdorf, Heinrich-Heine-Straße /) Paunsdorf, Straßenbahnhof – Sommerfeld – Engelsdorf – Althen – (Beucha, Bahnhof) – Hirschfeld – Kleinpösna – Engelsdorf – Sommerfeld – Paunsdorf, Straßenbahnhof (/ Borsdorf, Heinrich-Heine-Straße) |                                                                                           | 73, 172           |
| 175                  | Q                    | Paunsdorf, Straßenbahnhof – Sommerfeld – Borsdorf – Panitzsch – (Cunnersdorf) – Sehlis – Dewitz – Plösitz – Taucha, Lindnerstraße (– Taucha, Am Veitsberg) |                                                                                           | 173, 175          |
| 176                  | G                    | Neue Messe (/ Wiederitzsch, Lindenthaler Straße – Podelwitz, Plattenwerk –) Sachsenpark – Seehausen – Göbschelwitz – Hohenheida – Gottscheina – Seegeritz – Merkwitz – Plaußig – Taucha, Lindnerstraße |                                                                                           | 86, 176           |
| 177                  | G                    | (Neue Messe – Sachsenpark – Seehausen – Göbschelwitz – Hohenheida –) Gottscheina – Mutschlena – Liemehna – Pönitz – Taucha, Lindnerstraße |                                                                                           | 86, 177, 215      |
| Airport- City- Liner | Flughafen- zubringer | Hauptbahnhof/Goethestraße – Neue Messe – Flughafen, Terminal B |                                                                                           | Eisenbahn         |

Zum 10. Oktober 2010 gestalteten die LVB das Busliniennetz in großen Teilen um. Einerseits wurden mehrere schlecht erschlossene Stadtgebiete wie Stünz und die Breitscheidsiedlung in Böhlitz-Ehrenberg neu erschlossen, andererseits wurden die Takte auf vielen Außenlinien verdichtet und die Laufwege und Liniennummern mehrerer Linien verändert. Das bis dahin gültige Liniennetz sah wie folgt aus, wobei nur diejenigen Linien dargestellt sind, die überwiegend im Stadtgebiet Leipzigs verkehrten:
| Linie | Linienführung | Bemerkungen |
| ----- | --- | --- |
| 060   | Lindenau, Bushof – Adler – Schleußiger Weg – Bayrischer Platz – Ostplatz – Lipsiusstraße                                                                                         | |
| 061   | Schönau, Weißdornstraße – Schönauer Ring – Ratzelbogen – Lausen, Wolkenweg (– Siedlung Florian-Geyer – Großzschocher, Anton-Zickmantel-Straße)                                   | vereinzelte Fahrten waren kombiniert mit der Linie 161                                                                                        |
| 063   | Schönauer Ring – Weimarer Straße – Kiewer Straße, Kaufmarkt | |
| 065   | Markranstädt, Schkeuditzer Str. – Militz – Schönauer Ring – Großzschocher, Anton-Zickmantel-Straße (– Cospudener See – Markkleeberg, Bf. (– Markkleeberg, Seepromenade))         | |
| 068   | Rathaus Leutzsch – Otto-Schmiedt-Straße – Strbf. Leutzsch | |
| 070   | (Mockau, West –) Thekla – Schönefeld-Ost – Wiebelstraße – Riebeckstraße – Altes Messegelände – Connewitz, Kreuz                                                                  | wegen Sperrung der Parthebrücke Thekla seit Dezember 2009 nur noch bis Thekla; stattdessen Linie 70E zwischen Mockau, Kirche und Mockau, West |
| 072   | Hauptbahnhof – Kohlgartenstr. – Anger-Crottendorf – Mölkau – Engelsdorf – Sommerfeld – Paunsdorf, Strbf.                                                                         | |
| 073   | Hauptbahnhof – Kohlgartenstr. – Anger-Crottendorf – Mölkau – Baalsdorf (– Kleinpösna – Althen – Engelsdorf – Sommerfeld)                                                         | |
| 074   | Deutscher Platz, HIT Markt – Altes Messegelände – Stötteritz – Holzhausen | |
| 076   | Probstheida – Franzosenallee – Herzklinikum | |
| 079   | Thekla – Bf. Thekla – S-Bf. Paunsdorf – Mölkau – Südfriedhof – Probstheida – Moritz-Hof (– Connewitz, Klemmstraße – Wildpark – Cospudener See)                                   | nur in den Sommermonaten verlängert bis Cospudener See                                                                                        |
| 080   | (Lindenau, Bushof – S-Bf. Leutzsch –) Wahren – Möckern – Max-Liebermann-Str. – Mockau, Post – Thekla                                                                             | wegen Sperrung der Parthebrücke Thekla seit Dezember 2009 nur noch bis Mockau, Kirche                                                         |
| 081   | Mockau, West – Thekla – Portitz – Taucha | wegen Sperrung der Parthebrücke Thekla seit Dezember 2009 nur noch ab Thekla                                                                  |
| 082   | Mockau, West – Thekla – Portitz, Teichsiedlung ( – Plaußig – BMW Werk, Zentralgebäude)                                                                                           | wegen Sperrung der Parthebrücke Thekla seit Dezember 2009 nur noch ab Thekla                                                                  |
| 083   | Thekla – Göteburger Straße – Plaußig, Gewerbegebiet | |
| 084   | (Hauptbahnhof –) Bf. Messe – Messegelände – (Sachsenpark) – Göbschelwitz – Hohenheida – BMW Werk, Zentralgebäude (– BMW Werk, Tor 1)                                             | |
| 085   | Gohlis-Süd – Coppiplatz – Gohlis-Nord – Messegelände – Sachsenpark | |
| 087   | Wahren – Wilhelmstraße – Lindenthal, An der Windmühle (– Breitenfeld – Wiederitzsch, Nord) oder (– Martinshöhe – Wiederitzsch, Bürgeramt – Wiederitzsch, Nord)                   | |
| 088   | Wahren – Triftsiedlung – Lindenthal, An der Windmühle | |
| 089   | Hauptbahnhof – Markt – Neues Rathaus – Musikviertel – Connewitz, Kreuz | |
| 090   | (Lindenthal, An der Windmühle) – Möckern, Slevogtstraße – Coppiplatz – Eutritzsch – Schönefeld – Schönefeld-Ost – Permoserstr. – Paunsdorf, Strbf – Sommerfeld, Paunsdorf-Center | |
| 108   | Probstheida – Wachau – Markkleeberg – Großstädteln (– Böhlen, Bf.) | |
| 118   | Knautkleeberg – BELANTIS | Betrieb nur an Öffnungstagen des Freizeitparks BELANTIS                                                                                       |
| 119   | Knautkleeberg – Hartmannsdorf – Knautkleeberg | |
| 129   | Böhlitz-Ehrenberg, H.-Heine-Str. – Burghausen – Rückmarsdorf – Miltitz – Lausen – Göhrenz – Kulkwitz – Markranstädt                                                              | |
| 130   | Angerbrücke, Strbf. – Rückmarsdorf – Frankenheim (– Dölzig – Markranstädt) | |
| 131   | Hauptbahnhof – Angerbrücke, Strbf. – Rückmarsdorf – Güntersdorf, Nova Eventis – Wallendorf – Merseburg                                                                           | |
| 143   | Güldengossa – Wachau – Liebertwolkwitz | Einzelfahrten im Schülerverkehr |
| 161   | Schönau, Weißdornstraße – Schönauer Ring – Ratzelbogen – Lausen – Göhrenz – Kulkwitz – Thronitz – Schkeitbar                                                                     | |
| 171   | Meusdorf – Liebertwolkwitz (– Großpösna – Fuchshain – Naunhof) | |
| 172   | Wachau – Meusdorf – Liebertwolkwitz – Holzhausen – Mölkau – Sommerfeld (– Borsdorf)                                                                                              | |
| 175   | Sommerfeld – Borsdorf – Panitzsch – Dewitz – Taucha | |
| 176   | Taucha – Merkwitz – (Gottscheina) – Hohenheida | |

Ab 19. März wurde zudem eine neue Buslinie 66 unter der Bezeichnung „Grünolino“ eingeführt, die als Quartierbus alle wichtigen Anlaufstellen im Neubaugebiet Grünau mit den Straßenbahn- und S-Bahn-Haltestellen des Gebiets verbindet und mit einem Kleinbus als Ringlinie im Stundentakt bedient wird.
Als Kompensation für die bis zur Eröffnung des City-Tunnels eingestellte S-Bahn-Linie 1 wurde am 30. April 2011 die Linie 80 nach Plagwitz und die Linie 80E nach Lausen verlängert und die Linie 66 auf einen Halbstundentakt verdichtet.
Einen weiteren Eisenbahnersatzverkehr boten die LVB zwischen dem 25. November 2012 und der Eröffnung des Citytunnels Leipzig an, nachdem die Bahnstrecke von Sellerhausen bis Markkleeberg wegen Bauarbeiten im Zusammenhang mit dem City-Tunnel stillgelegt wurde und die Linie 70 alle 30 Minuten über Connewitz hinaus bis nach Markkleeberg-West verlängert wurde. Am gleichen Tag wurde die Linie 77 über den Stannebeinplatz hinaus bis Fliederhof verlängert und die Berufsverkehrslinie 74E, die bis dahin zwischen Schleußig, Karlsbrücke und Stötteritz fuhr, auf die Relation zwischen Lindenauer Markt und Technisches Rathaus umgelegt.
Einige Linien wurden ab 15. Dezember 2013 an die Personenverkehrsgesellschaft Muldental mbh abgegeben und werden seitdem nicht mehr von Leobus betrieben. Im Einzelnen betrifft dies die folgenden Linien:
| Linie | Verlauf |
| ----- | --- |
| 100   | (EXPRESS-LINER) Leipzig Hauptbahnhof, Ostseite – Leipzig, Bayrischer Platz – Connewitz, Kreuz – Zwenkau, Bushof (– Rüssen – Audigast – Groitzsch, Markt) (nur montags bis samstags) |
| 101   | Zwenkau, Bushof – Böhlen, Bahnhof – Rötha, Markt – Espenhain, Fußgängertunnel – Kesselshain, B95 – Borna, Bahnhof (nur montags bis freitags) |
| 107   | Leipzig, Connewitzer Kreuz – Markkleeberg-West – Zöbigker, Holunderweg – Großstädteln, Bahnhof – Gaschwitz, Bahnhof – Großdeuben, Bahnhof – Zwenkau – Zwenkau-Nord, Hafen |
| 120   | (Knauthain, Seumestraße –) Knautkleeberg – (Thomas-Müntzer-Siedlung) – Rehbach – Knautnaundorf, Rundkapellenweg (– Kitzen, Schulstraße – Werben, Teich – Großdalzig, Gasthof – Zwenkau, Bushof (– Zwenkau, Pestalozzistraße)) |
| 121   | Kitzen, Schulstraße – Werben, Teich – Löben, Teich – Großdalzig, Umspannwerk – Pegau, Kirchplatz (nur montags bis freitags) |
| 122   | Groitzsch, Alwin-Schmidt-Straße – (Hohendorf, Feuerwehr) – Großstolpen, Ort (– Neukieritzsch, Bahnhof – Lippendorf – Böhlen, Werk Neuanlagen – Böhlen, Bahnhof) (nur an Schultagen) |
| 123   | Groitzsch, Alwin-Schmidt-Straße – Pegau, Kirchplatz – Pegau, Bahnhof – Carsdorf – (Weideroda) – Wiederau – Löbschütz – Zwenkau, Kotzschbarhöhe (nur montags bis freitags) |
| 124   | (Zwenkau Nord, Hafen – Zwenkau – Rüssen – Kobschütz – Audigast –) Groitzsch, Südstraße – Pegau, Kirchplatz – Eulau – Elstertrebnitz, A-Dorf – Elstertrebnitz, Kaufmann (nur Montag bis Freitag) |
| 125   | Groitzsch, Südstraße – Gatzen, Gasthof – Auligk – Nöthnitz – Groitzsch, Südstraße (nur montags bis freitags) |
| 141   | montags bis freitags: Probstheida, Buswendestelle – Chemnitzer Straße – Wachau, Atlanta Hotel – Auenhain, Kanupark – Störmthal – Großpötzschau, Eiche – Espenhain, Fußgängertunnel – Kesselshain, B95 – Borna, Bahnhof an Sommerwochenenden: Probstheida, Buswendestelle – Chemnitzer Straße – Auenhain, Kanupark → Wagendurchlauf auf der Linie 75 über Liebertwolkwitz nach Probstheida                   |
| 144   | (Zwenkau, Bushof – Böhlen, Werk Neuanlagen –) Böhlen, Bahnhof – Rötha, Markt – Espenhain, Fußgängertunnel – Thierbach, Sportplatz – Kitzscher, Busplatz |
| 145   | Großpösna, Pösna-Park – Güldengossa – Störmthal – Dreiskau – Muckern (nur an Schultagen) |
| 163   | Markranstädt, Bahnhof – Markranstädt, Westsiedlung – Großlehna, Bahnhof – Altranstädt (– Markranstädt, Bahnhof) / – Priesteblich – Dölzig – Günthersdorf, Nova Eventis |
| 164   | Markranstädt, Bahnhof – Kulkwitz, Kraftwerk – Kulkwitz, Kirche – Gärnitz, Gasthof (– Seebenisch Mitte) – Thronitz – Räpitz, Am Bahnhof – Schkeitbar – Eisdorf – Kleinschkorlopp – Kitzen, Schulstraße |
| 165   | montags bis freitags: Markranstädt, Bahnhof – Quesitz, Hauptstraße – Quesitz, Kirche – Döhlen, Zum Rittergut – Straße nach Döhlen – Straße nach Nempitz – Lützen, Post – Lützen, Markt – Lützen, Am alten Bahnhof samstags, sonn- und feiertags: Markranstädt, Bahnhof – Quesitz, Hauptstraße – Döhlen, Zum Rittergut – Thronitz → Wagendurchlauf auf der Linie 61 über Lausen nach Schönau, Weißdornstraße |

Am 18. August 2014 wurde ergänzend zur Regionallinie 190 eine durch die LVB betriebene Linie 190E von Rathaus Wahren über Bahnhof Leipzig-Wahren zum Güterverkehrszentrum (Sattlerweg) eingerichtet. Sie verkehrte wochentags im Tagesverkehr sowie täglich zu den Schichtwechseln. Mit dem Fahrplanwechsel am 14. Dezember 2014 wurden die Linien 190 und 190E zur Linie 91 zusammengelegt, die statt dem S-Bf. Lützschena den Bahnhof Leipzig-Wahren bedient und halbstündlich verkehrt.
In den Jahren zwischen 2014 und 2023 kam es zu einiger kleineren Anpassungen im Busnetz. Dazu zählen unter anderem die Verlängerung der Linie 60 zum Lindenauer Hafen, der Ersatz der Straßenbahn 9 durch die Linie 70 nach Markkleeberg-West oder die Verknüpfung der Linien 74E und 76 an der Naunhofer Straße. Im Rahmen des Liniennetzes der Zukunft werden im Zeitraum von Anfang 2024 und bis Ende 2026 hingegen zahlreiche Veränderungen vorgenommen mit denen Erschließungslücken beseitigt und neue Direktverbindungen ermöglicht werden sollen. Dies umfasst auch den Ersatz einiger schlecht ausgelasteter Buslinien (Linie 66, 85) bzw. deren Umstellung auf alternative Bedienformen (Linie 63, 67, 83, 108), während andere Linien deutlich verstärkt oder komplett neu eingeführt werden sollen (Linie 64, 71, 78, 84). Bis zum 3. Januar 2024 bestand das Busnetz der LVB aus folgenden Linien:
| Linie | Linienführung | Bemerkungen                                                      |
| ----- | --- | ---------------------------------------------------------------- |
| 060   | Lipsiusstraße – Ostplatz – Bayrischer Bahnhof – Schleußiger Weg – Adler – Lindenau, Bushof (60E) – Lindenauer Hafen |                                                                  |
| 061   | Schönau, Weißdornstraße – Schönauer Ring – Ratzelbogen – Lausen, Wolkenweg (– Göhrenz – Kulkwitz – Schkeitbar – Thronitz)                                                                                              |                                                                  |
| 062   | Böhlitz-Ehrenberg Süd, Breitscheidhof – Burghausen – Rückmarsdorf – Kiewer Str. – (Gesundheitszentrum Selliner Str. –) Lausen – Lausen, Wolkenweg                                                                      | sonntags nur bis zwischen Böhlitz-Ehrenberg Süd und Burghausen   |
| 063   | Knautkleeberg – Hartmannsdorf – Thomas-Müntzer-Siedlung – Knautkleeberg | Sa/So als ALITA                                                  |
| 064   | (Lindenau, Bushof – Spinnereistraße – S-Bf. Plagwitz) | nur zu besonderen Anlässen                                       |
| 065   | Markranstädt, Schkeuditzer Str. – Schönauer Ring – Schönauer Straße – Großzschocher, A.-Zickmantel-Str. (65E) – Cospudener See – S-Bf. Markkleeberg                                                                    |                                                                  |
| 066   | Allee-Center –> Schönau –> Miltitz –> Lausen –> Allee-Center Süd –> S-Bf. Grünauer Allee –> S-Bf. Allee-Center –> Allee-Center                                                                                         | nur Mo–Sa                                                        |
| 067   | Rathaus Leutzsch – Otto-Schmiedt–Straße – Leutzsch, Strbf. | Die Linie 67 wurde bereits im Dezember 2023 durch Flexa ersetzt. |
| 070   | Mockau–West – Mockau, Post – Thekla – S-Bf. Thekla – Stannebeinplatz – Reudnitz, Koehlerstraße – Naunhofer Straße – Connewitzer Kreuz – Markkleeberg-West                                                              |                                                                  |
| 072   | Hauptbahnhof – Kohlgartenstraße – Anger-Crottendorf – Mölkau – Engelsdorf – Sommerfeld – Paunsdorf, Strbf. |                                                                  |
| 073   | Hauptbahnhof – Kohlgartenstraße – Anger-Crottendorf – Mölkau – Baalsdorf (73E) (– Kleinpösna – Althen – Sommerfeld (– Engelsdorf))                                                                                     |                                                                  |
| 074   | (Lindenau, Nathanaelkirche –) Lindenauer Markt – Felsenkeller – Schleußiger Weg – Technisches Rathaus – Naunhofer Straße (74E) – Stötteritz – Holzhausen                                                               |                                                                  |
| 075   | Probstheida, Buswendestelle – Chemnitzer Straße – Meusdorf – Liebertwolkwitz (– Großpösna – Seifertshain – Fuchshain – Naunhof, Bahnhof)                                                                               |                                                                  |
| 076   | Herzklinikum – Franzosenallee – Probstheida (– Naunhofer Straße) |                                                                  |
| 077   | Fliederhof – Stannebeinplatz – Dimpfelstraße – Bautzner Straße – Leonhard-Frank-Straße – Sellerhausen – Stünz | nur Mo–Sa                                                        |
| 079   | Thekla – Bf. Thekla – Hohentichelnstraße – S-Bf. Paunsdorf – Mölkau – Probstheida – Moritz-Hof – S.Bf. Connewitz (– Koburger Brücke – Cospudener See)                                                                  | nur in den Sommermonaten bis Cospudener See                      |
| 080   | Thekla – Mockau, Post – Max-Liebermann-Straße – Wahren (80E) – S-Bf. Leutzsch – Lindenau, Bushof |                                                                  |
| 081   | Thekla – Portitz – S-Bf. Taucha |                                                                  |
| 082   | Thekla – Portitz, Teichsiedlung (82E) – Plaußig, Gewerbegebiet (– BMW Zentralgebäude) |                                                                  |
| 083   | Thekla – Göteburger Straße – Plaußig, Gewerbegebiet | Sa/So als ALITA                                                  |
| 085   | Sachsenpark –> Messegelände –> Gohlis-Nord –> Georg-Schumann/Lindenthaler Straße –> Coppiplatz –> Gohlis-Nord –> Messegelände –> Sachsenpark                                                                           | nur Mo–Sa                                                        |
| 086   | S.Bf. Messe – Seehausen – Göbschelwitz – BMW Zentralgebäude (– BMW Tor 1) / (– Hohenheida – Gottscheina) |                                                                  |
| 86A   | S.Bf. Messe –> Messe-Allee –> BMW Zentralgebäude –> BMW Tor 1 –> Messe-Allee –> S.Bf. Messe | nur Mo–Fr zur HVZ                                                |
| 087   | Wahren – Damaschkesiedlung – Lange Trift – Lindenthal – Gohlis, Landsberger Straße – Martinshöhe – Wiederitzsch-Nord                                                                                                   |                                                                  |
| 088   | Wahren – Lange Trift – Lindenthal – Breitenfeld – Wiederitzsch-Nord | nur Mo–Fr, Sa/So als ALITA                                       |
| 089   | Hauptbahnhof – Markt – Neues Rathaus – Musikviertel – Connewitzer Kreuz |                                                                  |
| 090   | Wahren – Lindenthal – Möckern, Slevogtstraße (90E) – Georg-Schumann-Straße – Coppiplatz – Eutritzscher Zentrum – Rackwitzer Straße – Stannebeinplatz – Permoserstraße – Paunsdorf, Straßenbahnhof (– Paunsdorf Center) |                                                                  |
| 091   | Wahren – S-Bf. Wahren – Porsche Tor 3 – GVZ Nord |                                                                  |
| 108   | Probstheida – Wachau, Gewerbepark – Leinestraße – Markkleeberg, S.Bf | nur Mo–Sa, So als ALITA                                          |
| 130   | Angerbrücke, Strbf. – Merseburger Straße – Rückmarsdorf (– Frankenheim – Dölzig – Piesteblich – Markranstädt, Bf.) |                                                                  |
| 131   | Hauptbahnhof – Angerbrücke, Strbf. – Rückmarsdorf – Einkaufszentrum Nova – Wallendorf – Merseburg |                                                                  |
| 143   | Liebertwolkwitz –> Wachau –> Liebertwolkwitz | einzelne Fahrten im Schülerverkehr                               |
| 161   | Schönau, Weißdornstraße – Schönauer Ring – Ratzelbogen – Lausen – Göhrenz – Kulkwitz – Markranstädt | nur Mo–Fr                                                        |
| 162   | (Lausen, Buswendestelle –) Siedlung Florian Geyer – Wasserturmweg – Großzschocher, A.-Zickmantel-Str. | überwiegend als ALITA                                            |
| 172   | Wachau – Meusdorf – Liebertwolkwitz – Holzhausen – Bf. Mölkau – Engelsdorf (– Zweenfurth – Borsdorf) – Sommerfeld | nur Mo–Fr                                                        |
| 173   | Taucha – Plösitz – Panitzsch – S-Bf. Borsdorf | nur Mo–Fr                                                        |
| 175   | Taucha – Dewitz – Panitzsch – Borsdorf – Sommerfeld |                                                                  |
| 176   | Taucha – Merkwitz – Hohenheida |                                                                  |